# Dominic Thiem
Pour les articles homonymes, voir Thiem.
Dominic Thiem, né le 3 septembre 1993 à Wiener Neustadt, est un joueur de tennis autrichien professionnel de 2012 à 2024.
Il a remporté dix-sept titres en simple sur le circuit ATP dont l'US Open 2020 et atteint la 3e place mondiale. Il a atteint la finale de Roland-Garros à deux reprises en 2018 et 2019, la finale de l'Open d'Australie en 2020, ainsi que la finale du Masters en 2019 et 2020. Il remporte son premier et unique titre en Masters 1000 à Indian Wells en 2019.

## Biographie
Dominic Thiem est le fils de Wolfgang et Karin Thiem, tous deux professeurs de tennis à l'académie de Vienne. Il a un petit frère Moritz (né en 1999) qui a été brièvement professionnel entre 2018 et 2019. Il apprend à jouer au tennis à l'âge de six ans avec son père à l'académie. C'est là que l'entraîneur Günter Bresnik le repère et le prend sous son aile en 2002, il a alors 9 ans. Günter Bresnik est l'ancien collaborateur de Boris Becker, Patrick McEnroe et Henri Leconte entre autres, et capitaine de l'équipe d'Autriche de Coupe Davis en 1992 et 1993, puis de 1998 à 2004,. Il modifie son jeu, le faisant passer d'un joueur défensif à offensif. Il incite ainsi son joueur à adopter le revers à une main. Ce choix amène initialement une baisse de résultats pour Thiem avant de s'avérer positif par la suite.
Il cesse sa collaboration avec Günter Bresnik en 2019. Il est désormais exclusivement entraîné par Nicolás Massú. Son équipe est également composée de Duglas Cordero en tant que préparateur physique et Alex Stober, physiothérapeute.
De 2017 à 2019, il a été en couple avec la joueuse de tennis française Kristina Mladenovic. Depuis octobre 2020, il est en couple avec l'artiste de cirque et mannequin autrichienne, Lili Paul-Roncalli.

## Carrière

### 2011. Carrière junior
Toujours sous l'égide de son entraîneur Günter Bresnik, Dominic Thiem clôt en 2011 une brillante carrière en junior. Il compte ainsi à son actif une finale à Roland-Garros, perdue face à Bjorn Fratangelo, et un titre à l'Orange Bowl en décembre, où il bat son compatriote Patrick Ofner. Il termine l'année à la deuxième place au classement junior. Durant cette année, il obtient une invitation pour jouer au tournoi de Kitzbühel où il perd au premier tour contre Daniel Gimeno-Traver, ainsi qu'au tournoi de Bangkok où il s'incline face au Finlandais Jarkko Nieminen et enfin à Vienne, où il bat le vétéran Thomas Muster, plus grand joueur autrichien de tous les temps de par son palmarès, qui jouait le dernier match de son retour sur le circuit ATP 10 ans après sa première retraite. En référence à son aîné appelé « Musterminator », il hérite du surnom de « Dominator ».

### 2012 - 2013. Débuts professionnels
En 2012, il remporte son premier tournoi Future en simple en République tchèque. En octobre, il atteint les quarts de finale au Challenger de Rennes en se qualifiant. Il enchaîne sur une victoire contre Lukáš Lacko au premier tour à Vienne et conclut l'année sur deux titres en Future au Maroc.
Il est considéré comme un grand espoir de tennis autrichien, prêt à prendre la relève de Jürgen Melzer. Il bat d'ailleurs celui-ci au deuxième tour du tournoi de Kitzbühel (7-5, 6-3) en 2013, ce qui lui permet d'atteindre pour la première fois de sa jeune carrière les quarts de finale d'un tournoi ATP. Il s'incline finalement face à Albert Montañés (6-4, 6-3). Il récidive la même performance deux mois plus tard à Vienne où il parvient à prendre un set au 8e joueur mondial Jo-Wilfried Tsonga (6-4, 3-6, 7-63). Après une finale perdue à Côme, il remporte en fin d'année ses deux premiers titres en Challenger à Kénitra et Casablanca.

### 2014. Première finale, débuts en Grand Chelem et intégration du top 40
Son début d'année 2014 s'annonce très prometteur puisqu'il parvient à se qualifier pour la majorité des tournois auxquels il participe. Il participe à son premier majeur à l'Open d'Australie où il est battu au second tour par Kevin Anderson (4-6, 3-6, 4-6) après avoir remporté son premier match en Grand Chelem contre le Portugais João Sousa (5-7, 6-4, 6-3, 7-6). À Indian Wells, son premier Masters 1000, il est battu en seizièmes de finale par Julien Benneteau (64-7, 3-6) après deux victoires en deux manches contre Daniel Kosakowski (6-2, 7-6) et le Français numéro 23 mondial Gilles Simon sur le score inverse (7-6, 6-2). Il enchaîne avec une nouvelle qualification à Miami et y glane une nouvelle victoire contre le Tchèque Lukáš Rosol (7-6, 6-4). Il s'incline au tour suivant contre l'Espagnol Tommy Robredo (4-6, 6-7). Il s'incline au deuxième tour à Rotterdam en arrachant une manche au Britannique Andy Murray (4-6, 6-3, 3-6), sixième mondial et titré à Wimbledon. Ce résultat lui permet d'intégrer le top 100 pour la première fois de sa carrière. Après une défaite d'entrée à Monte-Carlo face au Français Nicolas Mahut (6-4, 3-6, 2-6), il sort encore des qualifications à Barcelone, où il écarte dans le tableau final le Tchèque Radek Štěpánek (6-4, 6-4), le local Marcel Granollers (3-6, 6-3, 6-2) puis butte au troisième tour contre le Colombien Santiago Giraldo (6-4, 4-6, 5-7).
Il se révèle au grand public lors du Masters de Madrid. Issu des qualifications, il s'impose au 2e tour face au no 3 mondial, vainqueur en janvier de l'Open d'Australie et récent vainqueur du Masters de Monte-Carlo, Stanislas Wawrinka, en 3 sets (1-6, 6-2, 6-4). Il s'agit de sa première victoire en carrière contre un joueur du top 10. Thiem doit cependant déclarer forfait au tour suivant. Après un premier tour difficile passé à Nice contre Steve Johnson (3-6, 7-6, 7-5) et une revanche prise par Gilles Simon (3-6, 6-4, 2-6), il se rend à Paris pour y disputer son premier Roland-Garros en carrière. Après une victoire convaincante contre le local Paul-Henri Mathieu (6-4, 7-6, 6-2), il rencontre Rafael Nadal qui a remporté 8 fois le tournoi. L'Espagnol remporte le premier de leurs duels à Paris sur un score implacable (2-6, 2-6, 3-6) au second tour. La tournée sur gazon est décevante avec deux défaites en deux matchs au Queen's contre le Belge David Goffin (4-6, 2-6) et à Wimbledon contre l'Australien, 236e mondial, Luke Saville (5-7, 4-6, 6-3, 4-6) qui gagne alors le premier match en Grand Chelem de sa carrière.
Il revient sur terre mi-juillet et franchit deux tours à Hambourg puis est battu par l'Argentin Leonardo Mayer (3-6, 2-6). À Gstaad, il perd d'entrée contre le Serbe Viktor Troicki (6-7, 4-6). Il dispute à la fin du mois sa première finale à 20 ans dans son pays natal à Kitzbühel, en éliminant de bons joueurs de terre comme João Souza (7-6, 3-6, 7-5), le Tchèque Jiří Veselý (6-3, 7-6) et l'Espagnol Marcel Granollers (6-4, 7-5) comme à Hambourg et l'Argentin Juan Mónaco (6-3, 6-1). Il perd la finale contre David Goffin (6-4, 1-6, 3-6), subissant sa deuxième défaite contre le Belge cette saison.
Dominic Thiem est alors considéré comme un joueur capable pour certains d'atteindre le top 10 mondial. Ses qualités sont sa puissance de frappe et la précision de ses coups. Son revers suscite la comparaison avec celui du Suisse Stanislas Wawrinka, alors que son coup droit, très lifté, le rend très à l'aise sur terre battue. Il ne brille pas lors de la tournée américaine, s'inclinant dès le premier tour contre Gilles Simon (6-3, 4-6, 0-6) à l'Open du Canada et contre le local, 232e mondial, Robby Ginepri (3-6, 7-5, 5-7) à Cincinnati.
Enfin à l'US Open, il se qualifie pour son premier huitième de finale en Grand Chelem, après avoir battu Ernests Gulbis, tête de série no 11 en cinq sets, après avoir été mené 2 sets 0 (4-6, 3-6, 6-4, 6-3, 6-3 pour son premier match en cinq manches), et Feliciano López, tête de série no 19 en trois sets (6-4, 6-2, 6-3). Il perd ensuite sèchement face au Tchèque Tomáš Berdych (1-6, 2-6, 4-6), septième joueur mondial. Il termine la saison avec deux victoires, la première à Shanghai où il affronte pour la première fois le Serbe Novak Djokovic, numéro un mondial et victorieux cette année de son septième titre du Grand Chelem à Wimbledon, et la seconde à Paris-Bercy où le Suisse Stanislas Wawrinka prend sa revanche. Il s'incline au premier tour à Tokyo, Vienne et Bâle.

### 2015. 3 premiers titres ATP, confirmation et intégration du top 20
Lors du Masters 1000 de Miami, il se qualifie pour la première fois pour les quarts de finale d'un tournoi de catégorie Masters 1000, qu'il perd sans démériter face à Andy Murray (6-3, 4-6, 1-6) alors qu'il menait 4-1 au deuxième set. Après avoir battu au premier tour Diego Schwartzman en deux manches, la tête de série no 10 Feliciano López (7-64, 4-6, 6-3) au second tour, puis Jack Sock et en huitième face au Français Adrian Mannarino tête de série no 28, qu'il vainc au terme d'un match à suspense (7-65, 4-6, 7-5).
Fin mai, il remporte son premier tournoi ATP en carrière à Nice contre la tête de série no 4, l'Argentin Leonardo Mayer (6-78, 7-5, 7-62), en ayant battu auparavant les têtes de série no 3 Ernests Gulbis en quart et no 2 John Isner en demi-finale, en deux sets à chaque fois.
À Roland-Garros, l'Autrichien se qualifie pour le deuxième tour en éliminant le Britannique Aljaž Bedene (6-3, 6-4, 66-7, 6-3). Il s'incline dès le second tour face à l'Uruguayen Pablo Cuevas, dans un match très serré, en 4 sets (67-7, 5-7, 7-65, 5-7).
Il entame sa saison de gazon par une défaite d'entrée face à Mischa Zverev (7-64, 6-2) à Stuttgart, confirmant qu'il est moins à l'aise sur cette surface. Il ne fait pas mieux à Halle, où il perd face au Japonais Kei Nishikori (7-64, 7-5) et passe seulement un tour à Nottingham, en dominant Malek Jaziri (6-3, 6-1) avant de se faire sortir par Alexandr Dolgopolov (3-6, 3-6). Son dernier tournoi sur herbe, Wimbledon, n'est guère plus réjouissant : défaite au deuxième tour face à l'Espagnol Fernando Verdasco (7-5, 4-6, 7-5, 3-6, 4-6).
En juillet, il reprend sur terre battue et remporte son deuxième tournoi ATP à Umag en Croatie, en tant que tête de série no 4. Il bat Dušan Lajović et son compatiote Andreas Haider-Maurer sur abandons, mais vainc en demi-finale la tête de série no 1 Gaël Monfils (1-6, 6-3, 6-1). En finale, il montre la puissance de son jeu et surclasse son adversaire João Sousa (6-4, 6-1) en tout juste une heure de jeu. Il devient ainsi le cinquième joueur né dans les années 1990 à remporter plus qu'un titre sur le circuit ATP. La semaine suivante, il enchaîne en remportant son 3e titre ATP à Gstaad en battant en finale David Goffin, tête de série no 1 (7-5, 6-2) à la régulière et qui l'avait battu un an plus tôt lors de sa première finale en Autriche, et après avoir battu la tête de série no 2, Feliciano López en demi-finale. Il enchaîne encore un autre tournoi avec la défense de sa finale de l'année précédente chez lui à Kitzbühel. Tête de série no 1, il atteint les demi-finales où il est battu par l'Allemand Philipp Kohlschreiber. Il améliore encore son classement ATP et monte à la 18e place mondiale, qui sera sa meilleure place de l'année.
Néanmoins, Thiem ne parvient pas à enchaîner lors de la tournée américaine. Il perd face à son ancien partenaire d'entraînement, en méforme totale en 2015, Ernests Gulbis, en ayant eu des balles de match (6-3, 68-7, 1-6) à la Rogers Cup à Montréal. Il perd à nouveau au premier tour du Masters 1000 de Cincinnati, contre Martin Kližan (65-7, 6-3, 64-7). À l'US Open, il passe ses deux premiers tours sans accroc contre Daniel Gimeno-Traver et Denis Istomin, grâce à un abandon, à 6-4, 6-4, 1-0. Au troisième tour, il affronte la tête de série numéro 15, Kevin Anderson. Il perd sèchement (3-6, 63-7, 63-7) et confirme ses difficultés en Grand Chelem.
Après son échec aux États-Unis, il s'envole pour la Russie, où il joue pour la première fois le tournoi de Saint-Pétersbourg. Il bat son compatriote Andreas Haider-Maurer en deux manches (6-2, 7-62) puis passe son deuxième tour en éliminant une nouvelle fois Denis Istomin. Son tournoi s'arrête en 1/4 de finale contre le Portugais João Sousa, contre qui il s'incline en deux sets (4-6, 65-7).
Sa tournée asiatique ressemble fortement à celle de l'année précédente. Il s'incline au premier tour de son premier tournoi, à Pékin (il était au tournoi de Tokyo en 2014) contre un autre grand serveur : John Isner (5-7, 1-6). Comme en 2014, il franchit le premier tour à Shanghai face à Lu Yen-hsun avant de perdre au deuxième tour, contre Feliciano López (7-64, 66-7, 3-6).

### 2016. 4 titres dont un ATP 500,1redemi-finale enGrand Chelemà Roland-Garros,no8 mondial en fin de saison
Pour commencer son année, il prend part au tournoi de Brisbane. Il se hisse jusqu'en demi-finale en battant notamment la tête de série numéro 3 Marin Čilić (2-6, 7-64, 6-4) en quart de finale, mais perd contre le tenant du titre Roger Federer en deux sets (1-6, 4-6). Il prend part également au tournoi de Sydney, où il s'incline d'entrée contre Gilles Müller sur abandon.
S'ensuit l'Open d'Australie, il bat Leonardo Mayer au premier tour (6-2, 7-66, 4-6, 7-67), Nicolás Almagro au second tour (6-3, 6-1, 6-3) mais est battu par le Belge David Goffin au troisième tour (1-6, 6-3, 62-7, 5-7).
Il enchaîne avec la terre battue au tournoi de Buenos Aires. Après avoir écarté des balles de match au second tour contre le qualifié Gastão Elias, il se hisse en demi-finale, où il affronte le tenant du titre Rafael Nadal, qu'il bat au bout du suspense en ayant sauvé une balle de match (6-4, 4-6, 7-64) en près de trois heures et signe ainsi une grande victoire. Il affronte en finale Nicolás Almagro, qu'il bat en 3 manches serrées pour gagner son quatrième titre en carrière (7-62, 3-6, 7-64) en un peu plus de deux heures et demie de jeu. La semaine suivante, il joue l'ATP 500 de Rio de Janeiro. Après son entrée en lice où il dispose de Pablo Andújar (6-3, 6-4), il bat Diego Schwartzman (7-5, 7-5). Il surclasse ensuite dans un excellent match de sa part David Ferrer (6-3, 6-2), 6e mondial, pour s'offrir une place en demi-finale. Mais il perd face à l'Argentin Guido Pella, 71e mondial (1-6, 4-6), épuisé par l'enchaînement des matchs.
Il prend part ensuite au tournoi d'Acapulco. Après avoir vaincu notamment Grigor Dimitrov (7-5, 6-2) et Sam Querrey (6-2, 6-2) en demi-finale, il remporte son deuxième tournoi de l'année en battant en finale l'Australien Bernard Tomic (7-66, 4-6, 6-3) en un peu moins de deux heures de jeu grâce à un service très efficace (22 aces). Il s'agit de son premier titre en carrière dans la catégorie ATP 500 et son premier titre sur dur. Après ce début d'année de haut niveau, il se classe en 3e position à la Race. Sur la tournée américaine, à Indian Wells et Miami, il atteint à deux reprises les huitièmes de finale, respectivement éliminé par le 9e mondial Jo-Wilfried Tsonga (3-6, 2-6), puis par le no 1 mondial Novak Djokovic (3-6, 4-6).

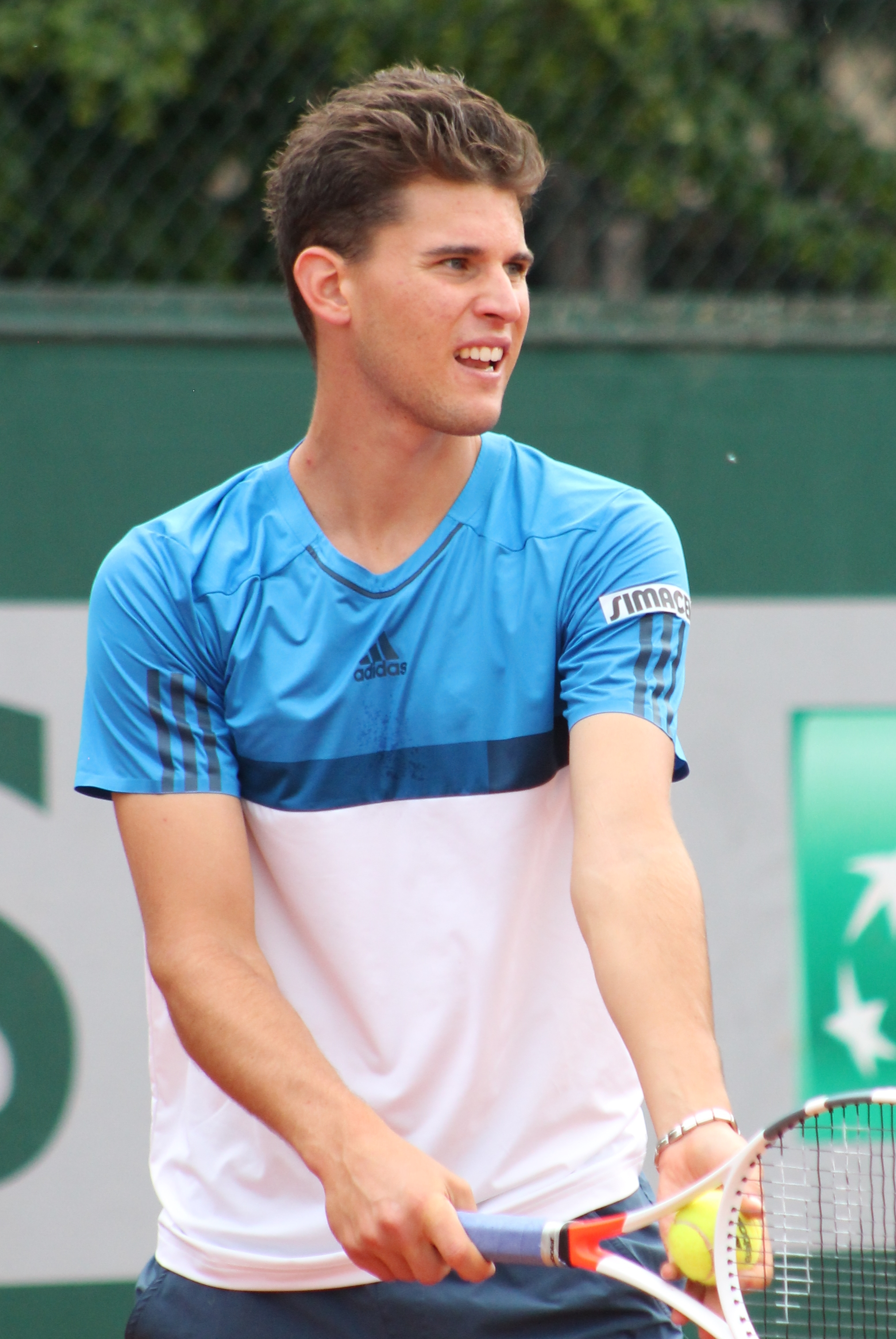
Dominic Thiem aux Internationaux de France en 2016.

Pour entamer la saison sur terre battue, il participe au Masters de Monte-Carlo. Il passe en trois sets le qualifié Jan-Lennard Struff et Taro Daniel, avant de perdre en huitièmes de finale contre Rafael Nadal (5-7, 3-6), futur vainqueur du tournoi. Ensuite, à Rome, il passe en trois manches contre Alexandr Dolgopolov au premier tour (6-3, 3-6, 6-4), avant de dérouler au tour suivant contre João Sousa. En huitième, il rencontre le no 2 mondial Roger Federer, et s'impose (7-62, 6-4) pour signer une de ses plus belles victoires. En quarts, il affronte le Japonais Kei Nishikori contre qui il perd (3-6, 5-7) en 1 h 38 min. À Nice, pour la défense de son titre, il ne perd aucune manche contre Leonardo Mayer, Andreas Seppi puis Adrian Mannarino et se qualifie pour la finale où il affronte le jeune Alexander Zverev de tout juste 19 ans. Il le bat en trois manches (6-4, 3-6, 6-0) et remporte le sixième titre de sa carrière. La semaine suivante à Roland-Garros, il se qualifie pour les huitièmes de finale en battant Íñigo Cervantes, Guillermo García-López en trois manches et plus difficilement Alexander Zverev (64-7, 6-3, 6-3, 6-3). Il bat ensuite Marcel Granollers pour atteindre son premier quart de finale en Grand Chelem. Il y affronte David Goffin, contre qui il s'impose en 4 sets (4-6, 7-67, 6-4, 6-1) en un peu moins de trois heures, se qualifiant en demi-finale. Avec cette 40e victoire en 2016 (25e sur terre battue), il signe la deuxième meilleure performance depuis le début de l'année, derrière le no 1 mondial Novak Djokovic qui comptabilise 41 victoires. Il devient également le premier joueur né dans les années 1990 à atteindre les demi-finales à Roland-Garros. Il y affronte Djokovic et s'incline en 3 sets (2-6, 1-6, 4-6) en moins de 2 heures. Cette demi-finale lui permet de faire son entrée dans le top 10. À la fin du Grand Chelem parisien, il pointe au 7e rang mondial.
Ces bons résultats lui permettent d'aborder sereinement la saison sur gazon, qu'il entame au tournoi de Stuttgart. Il signe sur cette surface son deuxième succès contre Roger Federer en demi-finale (3-6, 7-62, 6-4) en sauvant notamment deux balles de match et s'impose en finale contre l'Allemand Philipp Kohlschreiber (62-7, 6-4, 6-4), après plusieurs interruptions et la finale reportée au lundi. Il signe ainsi son premier titre sur gazon, son 7e titre en carrière et devient le premier joueur de l'année à remporter un titre sur les trois surfaces différentes. Ensuite à Halle alors 7e mondial, il se qualifie sans difficulté et sans perdre de set jusqu'en demi-finale, avant de perdre sèchement (3-6, 4-6) à ce stade contre Florian Mayer, le futur vainqueur du tournoi. Il déçoit pour le troisième Grand Chelem de l'année à Wimbledon, en perdant en trois tie-breaks contre le Tchèque Jiří Veselý, mais en ayant pris sa revanche au premier tour contre Florian Mayer en trois manches.
En juillet, il perd d'entrée de tournoi chez lui à Kitzbühel contre son compatriote vétéran Jürgen Melzer en deux manches, et abandonne également (1-4) à son premier match à Toronto contre le grand serveur Kevin Anderson. Il renonce aux Jeux olympiques pour diverses raisons, critiquant le fait qu'il n'y ait pas de point ATP en jeu et que le format ne corresponde pas au tennis. À Cincinnati, il se qualifie pour les quarts de finale en ayant disputé seulement un match, avant de perdre (3-6, 4-6) sèchement contre Milos Raonic. Enfin pour le dernier tournoi du Grand Chelem à Flushing Meadows, il passe difficilement John Millman en cinq manches après avoir été mené deux manches à une, puis Ričardas Berankis en trois sets et Pablo Carreño Busta (1-6, 6-4, 6-4, 7-5) pour passer en huitième comme l'année précédente. Mais il doit abandonner (3-6, 2-3 ab.) contre l'Argentin Juan Martín del Potro, qui fait son retour cet été, à cause de son genou droit et de l'enchaînement de ses matchs.
Ses mois de septembre-octobre sont moyens, avec une finale à l'Open de Moselle en ayant disposé de Peter Gojowczyk, Gilles Müller et en demi-finale du Français Gilles Simon (4-6, 7-5, 6-3) dans un match compliqué. Après un premier set disputé, il perd sèchement la deuxième manche et la finale contre le Français Lucas Pouille (22 ans), qui remporte son premier titre ATP. Pour la tournée asiatique, il enchaîne un quart à Chengdu perdant (1-6, 4-6) contre Albert Ramos-Viñolas, une élimination d'entrée à Pékin contre Alexander Zverev (6-4, 1-6, 3-6) qui le bat pour la première fois de l'année et déclare forfait pour le Masters 1000 de Shanghai, ce qui menace sa place pour le Masters.
Pour les tournois indoor tout d'abord à Vienne chez lui, il perd au second tour (2-6, 5-7) contre Viktor Troicki. Et enfin il perd d'entrée au Masters de Paris-Bercy sèchement en moins d'une heure de jeu contre l'Américain Jack Sock, confirmant ses difficultés à jouer sur dur, surtout en intérieur. Malgré ses récentes contre-performances, il se qualifie pour la première fois de sa carrière pour le Masters de Londres. Il est placé dans le groupe du nouveau no 2 mondial Novak Djokovic, du 4e Milos Raonic et du 6e Gaël Monfils. Il perd son premier match contre Djokovic (7-610, 0-6, 2-6) en deux heures de jeu, malgré une bonne entrée en matière en ayant pris son premier set du tournoi au Serbe. Il remporte son deuxième match (6-3, 1-6, 6-4) contre le Français Monfils en une heure et demie dans un match totalement décousu et au niveau fluctuant. Son dernier match contre Raonic lui permet de se qualifier pour le dernier carré. Cependant il ne saisit pas sa chance et perd (65-7, 3-6) en une heure et demie après un premier set accroché. Il termine la saison à la 8e place mondiale devant Rafael Nadal.

### 2017. Titre à l'ATP 500 de Rio,1refinale enMasters 1000à Madrid,2edemi-finale à Roland-Garros, intégration du top 4
Pour commencer son année, il prend à nouveau part au tournoi de Brisbane. Il se hisse jusqu'en quart de finale en battant Sam Groth (7-65, 6-3) mais perd contre le futur vainqueur de l'épreuve Grigor Dimitrov en trois sets (3-6, 6-4, 3-6). Il prend part également au tournoi de Sydney la semaine suivante, où il perd à nouveau en quart contre le futur finaliste, Daniel Evans (6-3, 4-6, 1-6). S'ensuit l'Open d'Australie où il bat Jan-Lennard Struff au premier tour (4-6, 6-4, 6-4, 6-3), Jordan Thompson au second tour (6-2, 6-1, 66-7, 6-4) et le Français Benoît Paire (6-1, 4-6, 6-4, 6-4) pour se qualifier en huitième, sans avoir affronté de gros adversaire, ni avoir vraiment convaincu. Il s'incline ensuite comme l'année précédente face au Belge David Goffin (7-5, 64-7, 2-6, 2-6) en 2 h 43.
Au mois de février, il perd d'entrée de tournoi à Sofia contre Nikoloz Basilashvili, puis à Rotterdam en quart de finale contre le qualifié Pierre-Hugues Herbert (4-6, 63-7), après avoir battu Alexander Zverev (3-6, 6-3, 6-4) et Gilles Simon (6-4, 7-64). Au tournoi ATP 500 de Rio de Janeiro, Dominic Thiem remporte le titre en battant Pablo Carreño Busta en finale (7-5, 6-4) mais n'ayant affronté aucun top 20.

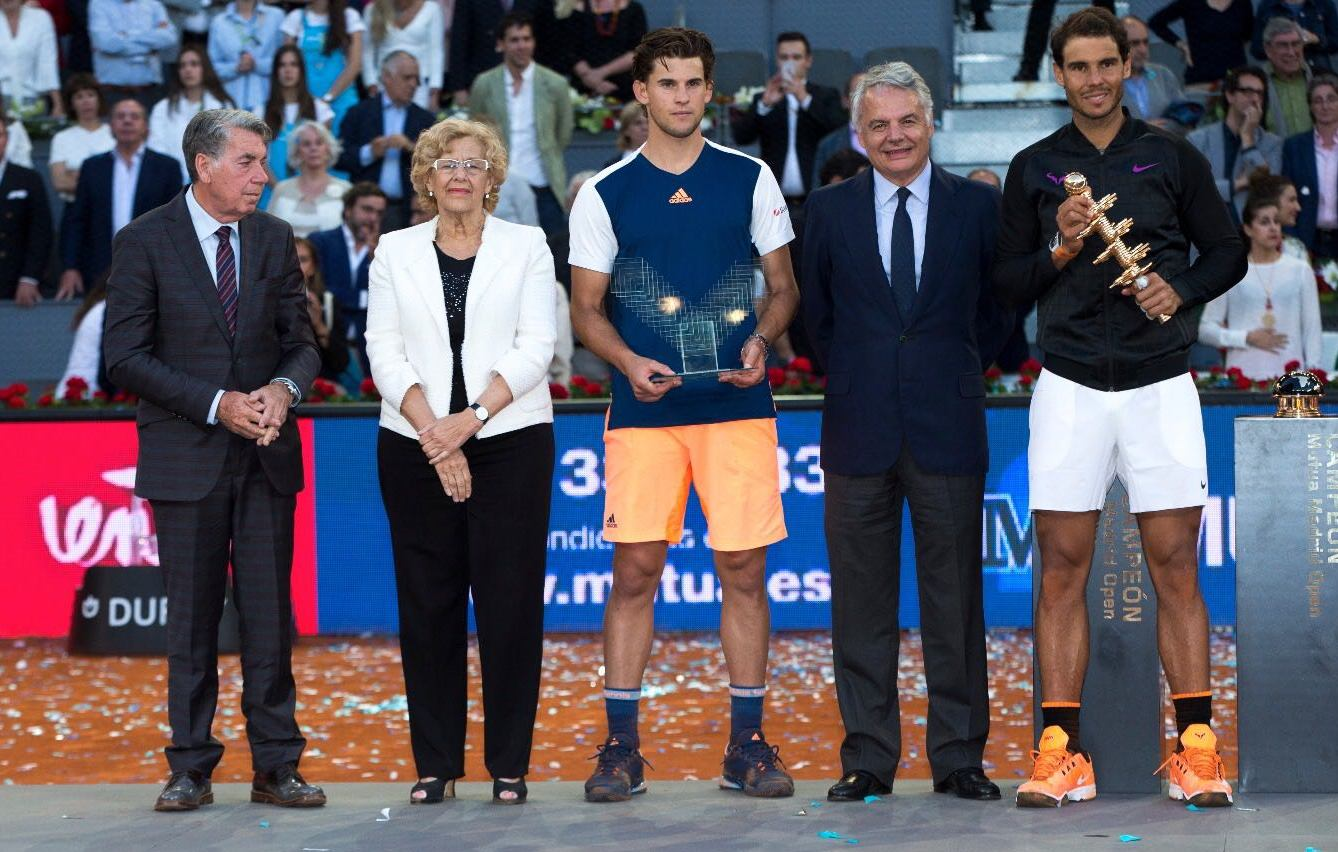
Dominic Thiem avec son trophée de finaliste au Masters de Madrid en 2017.

Sur la tournée américaine, Thiem fait un quart de finale au Masters d'Indian Wells en battant facilement Jérémy Chardy, Mischa Zverev et le 11e mondial, Gaël Monfils (6-3, 6-2). Il perd ensuite dans un match physique de 2 h 31 contre le Suisse Stanislas Wawrinka (4-6, 6-4, 62-7), 3e mondial et futur finaliste. Il perd ensuite d'entrée au Masters de Miami contre Borna Ćorić (1-6, 5-7), après une interruption due à la pluie.
Sur la terre battue européenne, après une déception au Masters de Monte-Carlo où il perd en huitième contre son plus grand rival David Goffin[non neutre] (64-7, 6-4, 3-6), il enchaîne et réalise une bonne semaine à l'ATP 500 de Barcelone où il bat Kyle Edmund (6-1, 6-4), Daniel Evans (7-65, 6-2) et Yuichi Sugita facilement (6-1, 6-2), avant de vaincre (6-2, 3-6, 6-4) en 2 h 15, le no 1 mondial Andy Murray pour se qualifier pour la finale. Il signe sa première victoire contre Murray et contre un numéro 1 mondial. Il s'incline finalement contre Rafael Nadal (4-6, 1-6) sèchement en une heure et demie.
Au Masters de Madrid, il atteint sa première finale en Masters 1000 après avoir sauvé 5 balles de match contre Grigor Dimitrov en huitièmes, puis bat le lucky loser Borna Ćorić (tombeur de Murray) et enfin Pablo Cuevas (6-4, 6-4) en 1 h 23. Il y retrouve Rafael Nadal qui le bat à nouveau en 2 sets (68-7, 4-6) dans un match à suspense, physique et de bonne qualité tennistique de 2 h 17 de jeu,. Au tournoi suivant, le Masters de Rome, Thiem fait une autre bonne semaine malgré la fatigue accumulée en battant à nouveau Pablo Cuevas (7-64, 6-4), puis l'Américain Sam Querrey (3-6, 6-3, 7-67) en écartant trois balles de match pour arriver en quart. À ce stade, après 1 h 50 de match, il vainc (6-4, 6-3) Rafael Nadal invaincu jusqu'à présent sur terre battue (mettant fin à sa série de 17 victoires consécutives), prenant sa revanche de Madrid en étant plus offensif et près de sa ligne. Pour la demie contre Novak Djokovic 2e mondial, il s'incline lourdement (1-6, 0-6) en moins d'une heure, impuissant face aux coups du Serbe. À l'issue du tournoi, il reste troisième au classement race.
Pour le deuxième tournoi du Grand Chelem de la saison, à Roland-Garros où il était notamment demi-finaliste l'année précédente, il se qualifie sans problèmes pour les huitièmes de finale en éliminant successivement Bernard Tomic (6-4, 6-0, 6-2) avec de superbes coups, Simone Bolelli (7-5, 6-1, 6-3) après un premier set tendu et Steve Johnson (6-1, 7-64, 6-3). Il surclasse ensuite l'Argentin Horacio Zeballos (6-1, 6-3, 6-1) complètement dépassé par la puissance de l'Autrichien,. Puis il crée la sensation en battant en trois sets le tenant du titre Novak Djokovic (7-65, 6-3, 6-0) en 2 h 15 dans un match totalement maîtrisé contre sa bête noire. Il prend ainsi sa revanche sur le Serbe qui l'avait battu sèchement à Rome et signe sa première victoire sur un top 10 en Grand Chelem,. Il affronte en demi-finale le nonuple gagnant du tournoi, Rafael Nadal, mais s'incline (3-6, 4-6, 0-6) en 2 h 7 face à un Espagnol en grande forme. Étant passé complètement à côté de son match, il se dit très déçu, qu'il a du travail à faire et estime qu'il lui manque encore de la constance sur une quinzaine comme celle-ci pour aller au bout.
Il arrive à Wimbledon sans victoire au préalable sur gazon. Mais il passe malgré tout ses premiers tours contre Vasek Pospisil en trois sets, puis Gilles Simon (5-7, 6-4, 6-2, 6-4) et Jared Donaldson (7-5, 6-4, 6-2) pour atteindre les huitièmes. Il perd contre le 15e mondial Tomáš Berdych, jouant à un bon niveau sur ce tournoi (3-6, 7-61, 3-6, 6-3, 3-6) après 2 h 52 de jeu.
Sur le dur américain à l'Open de Washington, il s'incline en huitième après un gros match de 2 h 47 contre le Sud-Africain Kevin Anderson (3-6, 7-66, 67-7) tout en ayant eu une balle de match dans le troisième set, où il a mené 5-3. Il déçoit à Montréal mais signe un quart de finale au Masters de Cincinnati défait par David Ferrer (3-6, 3-6) jouant à un bon niveau sur ce tournoi. Enfin, pour le dernier Grand Chelem de l'année à l'US Open, il se qualifie pour les huitièmes de finale en perdant un set contre Taylor Fritz au second tour et Adrian Mannarino au tour suivant (7-5, 6-3, 6-4). Il affronte ensuite la tête de série numéro 24, Juan Martín del Potro et domine totalement l'Argentin dans les deux premières manches avant de perdre le fil de la rencontre. Servant pour le match dans la quatrième manche et se procurant deux balles de match sans les concrétiser, l'Autrichien finit par s'incliner (6-1, 6-2, 1-6, 61-7, 4-6) au bout de 3 h 34,. Du 22 au 24 septembre, il participe à la Laver Cup sous l'impulsion de Roger Federer, dans l'équipe Europe. Ne disputant qu'un seul match sur les jours de compétition, il sort victorieux de son combat face à John Isner (615-7, 7-62, [10-7]) où finalement l'équipe Europe remporte la Coupe 15 à 9.
Avec comme enjeu d'assurer sa place pour le rendez-vous londonien du Masters en novembre, il participe à la mi-octobre au Masters 1000 de Shanghai. Avec 3 725 points au compteur, il obtient son ticket pour le Masters, à la suite de la défaite de Grigor Dimitrov face à Rafael Nadal en quarts de finale du tournoi de Shanghai. Profitant de l'absence de Novak Djokovic, demi-finaliste l'année précédente, il se hisse au 6e rang mondial, son meilleur classement en carrière, à l'issue du tournoi.
À la fin octobre, il participe au Masters 1000 de Paris-Bercy. Il se hisse au 4e rang mondial, son meilleur classement en carrière, profitant de l'absence d'Andy Murray (vainqueur l'année précédente) et de la défaite de Marin Čilić en quart de finale. Pour le Masters, il s'incline (3-6, 7-5, 5-7) en 2 h 21 pour son premier match face à Grigor Dimitrov dans une rencontre nerveuse et tendue. Puis il s'impose dans un match sans rythme contre le remplaçant de Rafael Nadal, Pablo Carreño Busta (6-3, 3-6, 6-4) en 2 h 6. Il est éliminé sèchement par David Goffin (4-6, 1-6) en 1 h 11 pour son dernier match de poule.
Malgré ses défaites, il termine l'année dans le top 5, à la 5e place mondiale, en progression par rapport à l'année précédente (8e).

### 2018.2efinale en Masters 1000 à Madrid, 1/4 à l'US Open et première finale en Grand Chelem à Roland-Garros
Dominic Thiem commence l'Open d'Australie en tant que tête de série numéro 5. Il passe tranquillement (6-4, 6-4, 6-4) l'Argentin Guido Pella, puis remonte un handicap de deux sets à rien contre le qualifié Denis Kudla (66-7, 3-6, 6-3, 6-2, 6-3) sous une chaleur écrasante, et vainc le Français Adrian Mannarino (6-4, 6-2, 7-5) plus facilement pour aller en 1/8 de finale. Dominic Thiem s'incline à ce stade contre la grande surprise et révélation du tournoi, Tennys Sandgren (2-6, 6-4, 64-7, 7-67, 3-6) après 3 h 54 de jeu, échouant à nouveau à réaliser un résultat probant en Grand Chelem hors Roland-Garros.
Dominic Thiem revient en février pour le tournoi de Buenos Aires sur terre battue. Il remporte facilement le titre sans perdre de set sur le chemin en écartant Horacio Zeballos, Guido Pella, le Français Gaël Monfils et en finale, Aljaž Bedene (6-2, 6-4). Il s'incline ensuite sèchement en quart (4-6, 0-6) par Fernando Verdasco au tournoi de Rio de Janeiro. La semaine suivante, il joue sur dur à Acapulco en passant difficilement le qualifié Cameron Norrie (6-3, 5-7, 7-5) et Denis Shapovalov (6-2, 6-3), avant de s'incliner en 1/4 de finale (2-6, 67-7) contre le futur lauréat, Juan Martín del Potro. Au Masters d'Indian Wells, il abandonne au 3e tour contre Pablo Cuevas dans le 3e set, et déclare par la suite forfait pour le Masters de Miami.
Au Masters de Monte-Carlo, le premier tournoi important de la saison sur terre battue, Dominic Thiem passe d'entrée difficilement Andrey Rublev (5-7, 7-5, 7-5) après 2 h 40 de jeu, puis dans un autre gros match, il s'impose (62-7, 6-2, 6-3) en deux heures et demie contre Novak Djokovic. Il se fait ensuite complètement dominer en quart de finale par le no 1 mondial Rafael Nadal (0-6, 2-6), en tout juste une heure de jeu. Finaliste sortant au tournoi de Barcelone, il remporte deux matchs au forceps, puis s'incline sèchement (3-6, 2-6) contre le jeune Grec Stéfanos Tsitsipás.

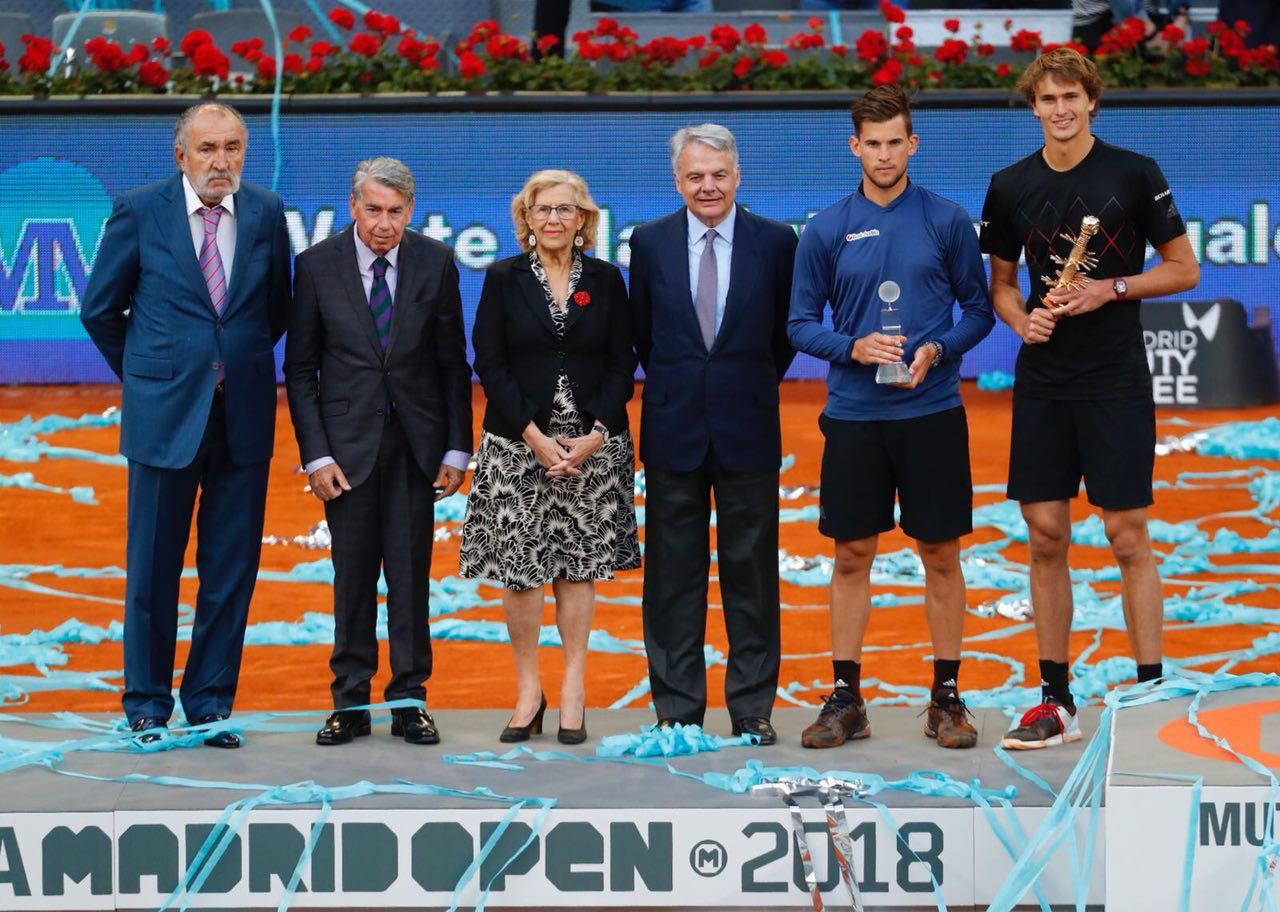
Dominic Thiem avec son trophée de finaliste au Masters de Madrid en 2018.

Au Masters de Madrid, Dominic Thiem atteint la finale pour la deuxième année consécutive en battant le qualifié Federico Delbonis difficilement (4-6, 6-3, 7-5), puis Borna Ćorić (2-6, 7-65, 6-4) dans un autre gros match pour atteindre les quarts de finale. Il affronte et bat le no 1 mondial, Rafael Nadal (7-5, 6-3) en 1 h 56 de jeu qui restait sur 21 victoires consécutives sur terre battue pour aller dans le dernier carré,. En demi-finale, il bat facilement (6-4, 6-2) en 1 h 25 le 8e mondial, Kevin Anderson pour atteindre sa 2e finale de Masters 1000 en carrière,. Il s'incline pour le titre face au 3e mondial, Alexander Zverev (4-6, 4-6) en 1 h 18. Il devient, avec Gastón Gaudio et Novak Djokovic, l'un des 3 seuls joueurs à avoir battu plus de deux fois Rafael Nadal sur terre battue. Après le tournoi espagnol, Thiem s'engage au tournoi de Lyon. Exempté du premier tour, il passe facilement le deuxième avant de rencontrer plus de difficultés en quart contre Guillermo García-López et en demi-finale contre Dušan Lajović. En finale, il affronte Gilles Simon contre qui il s'impose en 3 sets après 2 h 30 de combat.
À la suite de son succès sur la terre battue lyonnaise, Dominic Thiem s'avance comme l'un des principaux outsiders à la succession de Rafael Nadal à Roland-Garros, au même titre qu'Alexander Zverev. Après un premier tour maîtrisé en 3 sets contre le qualifié Ilya Ivashka, il se défait de l'espoir grec Stéfanos Tsitsipás après 4 sets et 3 heures de jeu (6-2, 2-6, 6-4, 6-4). Le tour suivant est lui aussi accroché, l'Italien Matteo Berrettini lui arrachant un set (6-3, 65-7, 6-3, 6-2) dans un match pas si simple pour l'Autrichien. Thiem perd de nouveau une manche contre la tête de série numéro 19, Kei Nishikori qu'il élimine en huitième de finale sur le score de (6-2, 6-0, 5-7, 6-4) après 2 h 28 de jeu. En quart de finale, le duel tant attendu face à Alexander Zverev n'est pas à la hauteur des espérances. Le jeune Allemand s'incline en 3 sets (4-6, 2-6, 1-6) en 1 h 50, notamment diminué physiquement après trois matchs consécutifs en 5 sets. En demi-finale, Dominic Thiem met fin à la belle histoire du tournoi en écartant Marco Cecchinato (7-5, 7-610, 6-1) en 2 h 17, tombeur successif de Pablo Carreño Busta, David Goffin et Novak Djokovic. Il se qualifie pour sa première finale en Grand Chelem, où il retrouve le grand favori Rafael Nadal, en étant le dernier joueur à l'avoir battu,. Après un premier set accroché concédé par Thiem sur un break blanc de Nadal, la puissance de l'Espagnol dicte le tempo. La volonté de l'Autrichien ne va pas suffire face à la démonstration physique de l'Espagnol, impressionnant de maîtrise dans les moments clés. En un peu plus de 2 h 30, Nadal remporte son onzième Roland-Garros (4-6, 3-6, 2-6) après 2 h 42 de match intense malgré le score.
Après ce parcours, l'Autrichien se perd dans son jeu pendant quelques semaines avant de rebondir pour l'US Open. Après un 1er tour sans encombre, il passe difficilement Steve Johnson (65-7, 6-3, 5-7, 6-4, 6-1) après avoir été mené deux manches à une, puis Taylor Fritz (3-6, 6-3, 7-65, 6-4) pour atteindre les huitièmes. Il passe le cap des huitièmes auquel il était bloqué depuis 4 saisons en battant le finaliste sortant et no 5 mondial Kevin Anderson dans un match maîtrisé de 2 h 36 et en trois manches (7-5, 6-2, 7-62). Pour une place dans le dernier carré, il affronte le tenant du titre et no 1 mondial, Rafael Nadal pour leur premier affrontement sur dur. Dans un match à suspens se finissant au bout de la nuit, Thiem finit par s'incliner (6-0, 4-6, 5-7, 7-64, 65-7) en 4 h 48 de jeu après avoir infligé notamment un 6-0 à l'Espagnol. Après ce match, l'Autrichien est forcément déçu et confie que ce match lui restera forcément en mémoire.
Dix jours plus tard, il dispute le tournoi de Saint-Pétersbourg sur dur indoor. Alors tête de série numéro 1, il remporte son premier titre sur cette surface après des victoires sur Jan-Lennard Struff, le Russe Daniil Medvedev (6-2, 3-6, 7-65), Roberto Bautista-Agut (6-4, 6-3) en 1/2 finale et enfin, Martin Kližan (6-3, 6-1).
Fin octobre au Masters de Paris-Bercy alors exempté de premier tour, il passe facilement Gilles Simon, puis difficilement Borna Ćorić (63-7, 6-2, 7-5) après deux heures et demie de jeu. Sa victoire sur Jack Sock (4-6, 6-4, 6-4) en 2 h 14 alors tenant du titre, lui permet de se qualifier pour la première fois en demi-finale du tournoi et de se qualifier pour le Masters. Il s'incline ensuite (4-6, 1-6) en 1 h 10 contre le Russe Karen Khachanov, futur lauréat.
Enfin au Masters de Londres, il est placé dans le Groupe Lleyton Hewitt avec le no 3 mondial, Roger Federer, le no 6 mondial, Kevin Anderson et le no 9 mondial, Kei Nishikori. Il s'incline lors de son premier match contre Anderson (3-6, 610-7) en 1 h 48 après un tie-break serré, puis perd à nouveau (2-6, 3-6) face à Federer en une heure de jeu. Il réagit et remporte son dernier match de poule face à Nishikori (6-1, 6-4) en 1 h 24 mais est tout de même éliminé de la compétition.
Il termine la saison à la 8e place mondiale avec une finale de Grand Chelem à Roland-Garros et un solide ancrage dans le top 10 mondial.

### 2019. 5 titres ATP dont le Masters 1000 d'Indian Wells,2efinale à Roland-Garros et finale au Masters
Dominic Thiem commence sa saison par une défaite d'entrée à l'Open de Doha face au Français Pierre-Hugues Herbert. Puis à l'Open d'Australie en tant que tête de série numéro 7, après une victoire en cinq manches sur Benoît Paire, il abandonne face au jeune local, Alexei Popyrin au terme du 3e set.

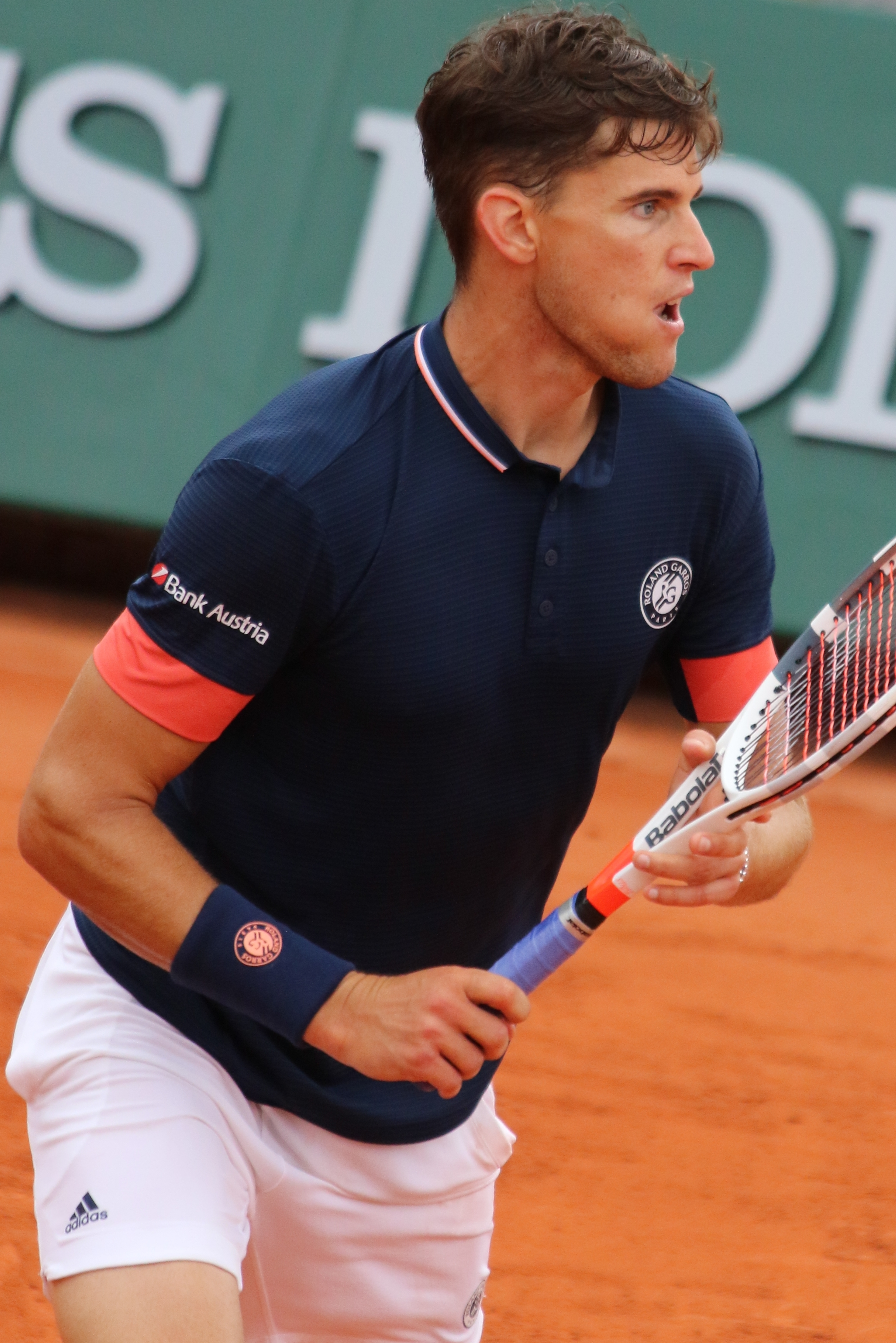
Dominic Thiem à Roland-Garros en 2018.

Il revient en février pour la défense de son titre au tournoi de Buenos Aires sur terre battue. Il perd un set face à Pablo Cuevas, avant de s'incliner en demi-finale contre le local Diego Schwartzman (6-2, 4-6, 65-7). Il s'incline ensuite sèchement au 1er tour (3-6, 3-6) face à Laslo Djere au tournoi de Rio de Janeiro à cause notamment d'un torticolis.
Au Masters d'Indian Wells, il gagne ses trois premiers matchs en deux sets contre Jordan Thompson, Gilles Simon et Ivo Karlović. Il profite ensuite du forfait de Gaël Monfils en quart pour accéder à sa première demi-finale à Indian Wells. Il bat Milos Raonic (7-63, 63-7, 6-4) puis Roger Federer en finale (3-6, 6-3, 7-5) pour s'adjuger son premier titre en Masters 1000. Grâce à cette victoire il égale son meilleur classement mondial (4e). Au Masters 1000 de Miami, il est éliminé d’entrée par le Polonais Hubert Hurkacz (4-6, 4-6).
Après un démarrage mitigé sur terre battue au Masters de Monte-Carlo, où il s'incline en huitièmes de finale contre le futur finaliste Dušan Lajović (3-6, 3-6), Dominic Thiem se rend ensuite au tournoi de Barcelone où il ne perd aucun set, y compris lors de sa victoire en demi-finale contre Rafael Nadal, 11 fois vainqueur, (6-4, 6-4), marquant ainsi sa quatrième victoire sur terre battue face à l'Espagnol. Il bat enfin le Russe Daniil Medvedev (6-4, 6-0) en finale pour remporter le troisième titre ATP 500 de sa carrière et le deuxième titre ATP de la saison. À Madrid, il bat en 1/8 Fabio Fognini (6-4, 7-5) puis en quarts de finale Roger Federer (3-6, 7-611, 6-4) en sauvant notamment deux balles de match dans le tie-break du deuxième set, et se qualifie pour sa troisième demi-finale consécutive dans ce tournoi mais il est éliminé par Novak Djokovic dans un match très accroché (62-7, 64-7). À Rome, il perd son premier match contre Fernando Verdasco (6-4, 4-6, 5-7).
Il se présente à Roland-Garros où il est tête de série no 4 et l'un des favoris. Il passe ses deux premiers tours face à Tommy Paul puis Alexander Bublik, concédant un set à chaque match. Au troisième tour, il élimine en quatre sets l'Uruguayen Pablo Cuevas, 47e mondial (6-3, 4-6, 6-2, 7-5). En huitième de finale, il bat Gaël Monfils, 17e mondial et tête de série no 14 du tournoi, en 1 h 48 et trois sets (6-4, 6-4, 6-2). Son quart de finale face au Russe et tête de série no 10 Karen Khachanov est reporté d'une journée en raison des conditions météorologiques. Il s'impose aisément en trois sets et 1 h 47 minutes (6-2, 6-4, 6-2). Il affronte en demi-finale le Serbe et numéro un mondial Novak Djokovic. Après un match très disputé de 4 heures 13 minutes réparti sur deux jours, les vendredi 7 et samedi 8 juin, il prend le dessus après de très nombreux rebondissements en cinq sets (6-2, 3-6, 7-5, 5-7, 7-5), 24h après le premier point du match, après avoir raté deux balles de match à 5-3 dans le dernier set,. La finale l'oppose au numéro deux mondial et détenteur du record de onze victoires dans ce tournoi, Rafael Nadal, qui l'avait aisément battu en finale en 2018. Pour cette nouvelle confrontation, Nadal bénéficie d'un jour supplémentaire de repos. Dominic Thiem tient tête à Nadal jusqu'au deuxième set, qu'il gagne, mais manque cruellement de réussite ensuite pour perdre en quatre sets (3-6, 7-5, 1-6, 1-6) après 3 heures et 1 minute,.
Il se présente à Wimbledon en tant que tête de série numéro 5. Il est éliminé dès son entrée en lice par l'Américain Sam Querrey en quatre sets (7-64, 61-7, 3-6, 0-6).
Fin juillet, il atteint les quarts de finale du tournoi de Hambourg, où il est éliminé par le futur finaliste du tournoi, Andrey Rublev, deux sets à zéro (63-7, 65-7). Au tournoi de Kitzbühel, il bat Sebastian Ofner, Pablo Andújar, Lorenzo Sonego et Albert Ramos-Viñolas, sans perdre un set, pour remporter son troisième titre ATP de la saison.
Au Masters 1000 de Montréal, il est tête de série numéro deux. Il obtient sa première victoire en six participations au tournoi en battant au deuxième tour le Canadien Denis Shapovalov (6-4, 3-6, 6-3). Il bat ensuite Marin Čilić en huitièmes de finale (7-67, 6-4) avant de s'incliner sèchement en quarts de finale contre Daniil Medvedev (3-6, 1-6), diminué physiquement. Il déclare ensuite forfait, comme l'année précédente, pour le Masters 1000 de Cincinnati, en raison d'une infection virale.

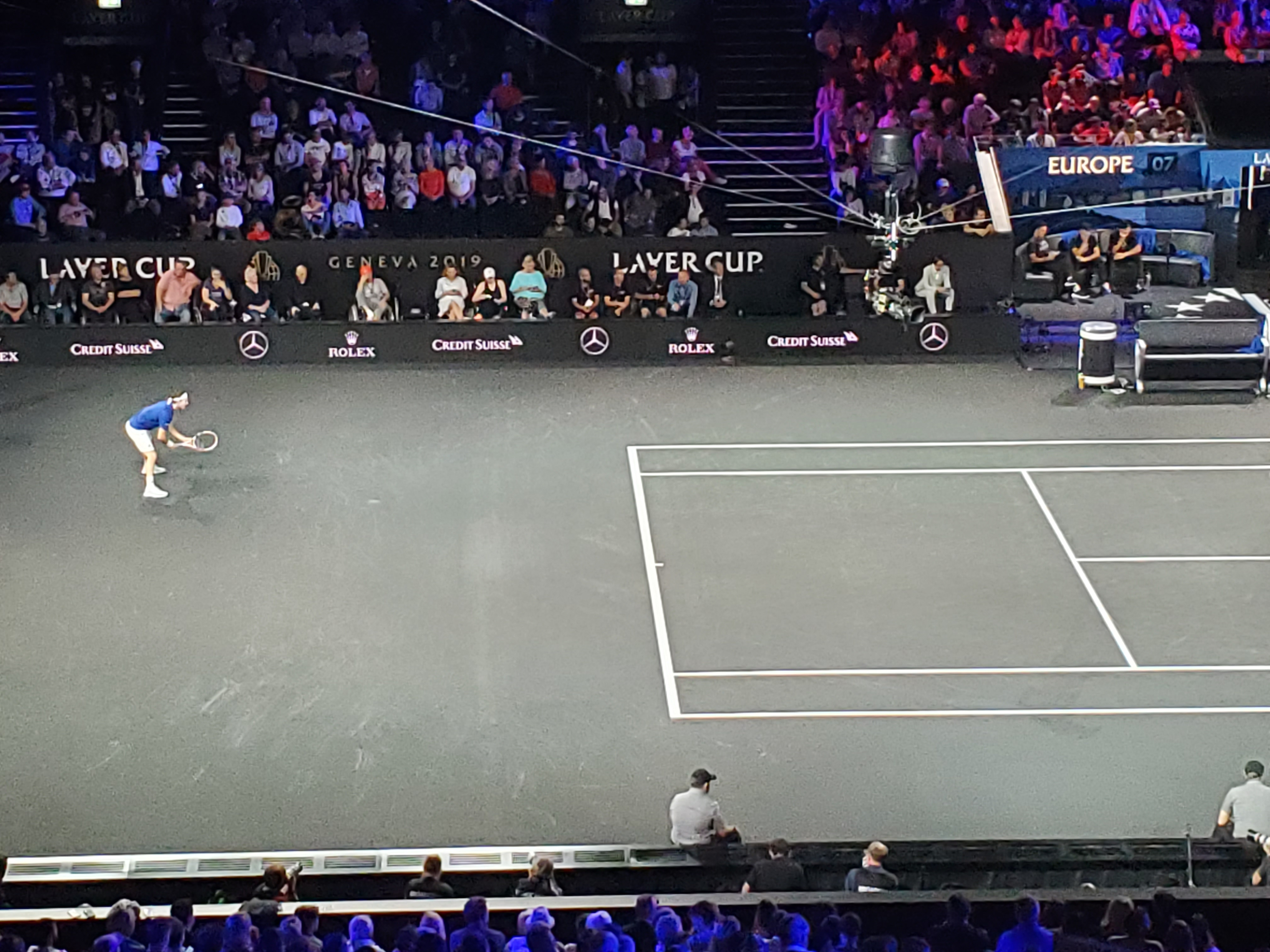
Dominic Thiem à la Laver Cup en 2019.

À l'US Open, quelques jours plus tard, guère remis de son infection, il s'incline dès le premier tour face à Thomas Fabbiano en quatre sets (4-6, 6-4, 3-6, 2-6).
Du 20 septembre au 22 septembre, il participe à la Laver Cup à Genève pour la deuxième fois de sa carrière avec l'équipe Europe. Il gagne son premier match contre Denis Shapovalov (6-4, 5-7, [13-11]) offrant le premier point à son équipe mais perd son second match contre Taylor Fritz (5-7, 7-6, [5-10]). L'équipe Europe finit par remporter la coupe pour la troisième fois consécutive.
Pour la tournée asiatique, il se présente au tournoi de Pékin en tant que tête de série no 1. Il gagne ses deux premiers matchs contre Richard Gasquet (6-4, 6-1), puis contre Zhang Zhizhen (6-3, 6-3) en ne concédant aucune balle de break. Il remporte ensuite son quart de finale, contre l'ancien no 1 mondial Andy Murray, en deux sets (6-2, 7-63). Il affronte Karen Khachanov en demi-finale et finit par remporter ce match en trois sets (2-6, 7-65, 7-5) alors que ce dernier servait pour le match au deuxième set à 3-5. À l’issue de ce match, il se qualifie pour le Masters de Londres et accède à sa 5e finale de l'année. Lors de celle-ci, il bat le Grec Stéfanos Tsitsipás en trois sets (3-6, 6-4, 6-1) pour remporter son quatrième titre ATP de la saison et son premier titre ATP en Asie.
Au Masters 1000 de Shanghai, il gagne aisément ses deux premiers matchs contre Pablo Carreño Busta et Nikoloz Basilashvili et atteint les quarts de finale pour la première fois à Shanghai où il s'incline en 2 sets contre l'Italien Matteo Berrettini (68-7, 4-6) après 7 victoires consécutives sur la tournée Asiatique.
Au tournoi indoor de Vienne, il bat Jo-Wilfried Tsonga (6-4, 7-62) puis Fernando Verdasco, contre qui il avait perdu ses quatre confrontations, en 3 sets (3-6, 6-3, 6-2). Ensuite, il profite de l'abandon de Pablo Carreño Busta à 5-0 dans le premier set, pour se qualifier pour les demi-finales. Il y affronte Matteo Berrettini pour une revanche, ce dernier l'ayant battu à Shanghai, et s'impose en 3 sets (3-6, 7-5, 6-3). Il accède ainsi à sa première finale à Vienne où il bat Diego Schwartzman en 3 sets (3-6, 6-4, 6-3) pour décrocher le 16e titre de sa carrière et son 5e titre de la saison. Il devient le premier joueur autrichien à gagner les deux tournois nationaux (Kitzbühel et Vienne) en une année et devient également le joueur le plus titré de la saison sur le circuit ATP avec 5 titres.
Fin octobre, au Masters 1000 de Paris-Bercy, tête de série no 5 et exempté de premier tour, il se défait difficilement de Milos Raonic en 3 sets (7-65, 5-7, 6-4) en sauvant notamment 9 balles de break. Mais il est éliminé en huitièmes de finale par Grigor Dimitrov (3-6, 2-6) en 1 h 12.
Enfin, en novembre, il participe au Masters de Londres pour la 4e fois consécutive, dans le groupe Björn Borg. Il y bat Roger Federer (7-5, 7-5) en 1 h 40 pour son premier match et Novak Djokovic (65-7, 6-3, 7-65) pour se qualifier pour la première fois pour les demi-finales après 2 h 47 d'un gros combat. Pour son dernier match de poule, Thiem se relâche et s'incline face à Matteo Berrettini (63-7, 3-6) en 1 h 16 sans conséquence. Au stade des demi-finales, il élimine le tenant du titre, l'Allemand Alexander Zverev (7-5, 6-3) en 1 h 34 pour se qualifier pour sa première finale aux ATP Finals,. Dans un match haletant de 2 h 35 minutes, Thiem finit par s'incliner (7-66, 2-6, 64-7) face à un excellent Stéfanos Tsitsipás sur 3 fautes directes consécutives dans le tie-break final.

### 2020.1refinale à l'Open d'Australie,no3 mondial, premier titre du Grand Chelem à l'US Open et finale au Masters
Dominic Thiem commence officiellement sa saison à la première édition de l'ATP Cup, organisée en Australie. Il y perd contre Borna Ćorić (64-7, 6-2, 3-6) et Hubert Hurkacz (6-3, 4-6, 65-7) et bat Diego Schwartzman (6-3, 7-63). L'Autriche est éliminée en phase de poules.
Il participe ensuite à l'Open d'Australie en tant que tête de série numéro 5. Il écarte tout d'abord Adrian Mannarino en trois manches, puis perd des sets face à Alex Bolt et Taylor Fritz mais sans conséquence malgré un démarrage diesel dans le tournoi. En huitième, il domine complètement le Français Gaël Monfils (6-2, 6-4, 6-4) en 1 h 50 pour faire face au numéro 1 mondial, Rafael Nadal. Thiem s'achemine dans le dernier carré après sa victoire (7-63, 7-64, 4-6, 7-66) en 4 h 10 de jeu contre l'Espagnol. Pour une place en finale, il fait face à Alexander Zverev. L'Autrichien s'impose face à l'Allemand (3-6, 6-4, 7-63, 7-64) en 3 h 42 de jeu,. Il se qualifie pour sa première finale (sa 3e finale en Grand Chelem au total) à Melbourne où il est opposé au numéro 2 mondial, Novak Djokovic. Dans une rencontre de près de quatre heures, Thiem mène deux sets à un avant de se faire repasser devant par le Serbe (4-6, 6-4, 6-2, 3-6, 4-6), qui sur le fil remporte son 17e titre du Grand Chelem. Thiem échoue une nouvelle fois dans sa quête de son premier titre du Grand Chelem.

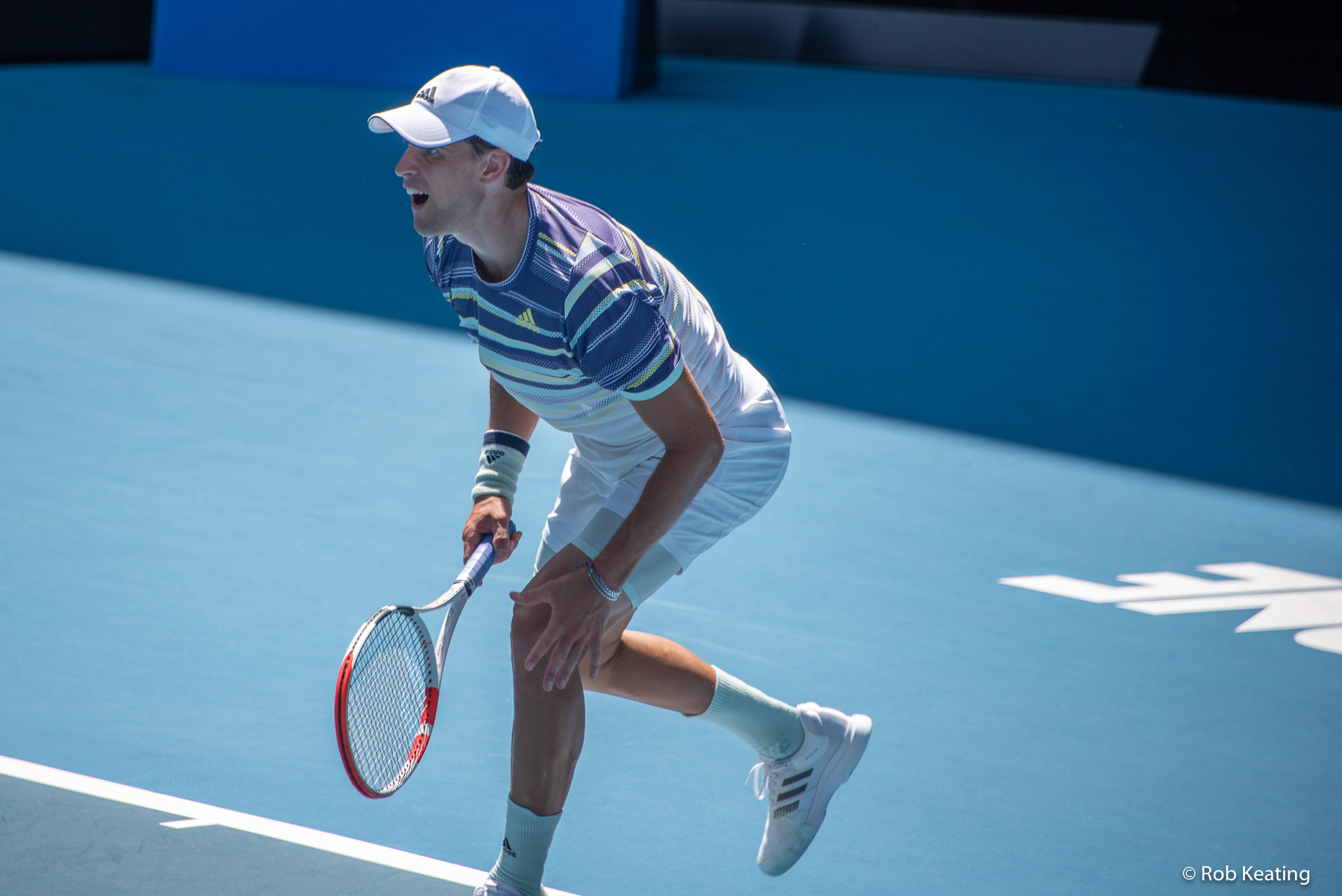
Dominic Thiem à l'Open d'Australie en 2020.

En mars, Dominic Thiem monte pour la première fois de sa carrière à la 3e place mondiale, délogeant Roger Federer de cette place.
En juin, trois mois après la suspension du circuit ATP à cause de la pandémie de Covid-19, il participe à la première étape de l'Adria Tour à Belgrade. Pour son premier match en phase de poules, il profite de l'abandon de Damir Džumhur alors qu'il menait 2-0. Puis il remporte son deuxième match contre Dušan Lajović en sauvant notamment 3 balles de match dans le tie-break du troisième set (1-4, 4-1, 4-3). Ensuite, il s'impose face à Grigor Dimitrov (4-3, 4-3) pour atteindre la finale. Il finit par remporter la première étape de l'Adria Tour en s'imposant en finale face au Serbe Filip Krajinović (4-3, 2-4, 4-2).
Le circuit ATP reprend en juillet avec la tournée américaine. Après une déconvenue au deuxième tour du Masters de Cincinnati qui se déroulait à New York, il se rend à l'US Open en tant que tête de série numéro 2, en l'absence de Rafael Nadal et Roger Federer. Il se qualifie assez facilement pour les quarts de finale en ayant éliminé notamment Marin Čilić (6-2, 6-2, 3-6, 6-3) au troisième tour et Félix Auger-Aliassime (7-64, 6-1, 6-1) en huitièmes de finale après deux heures et 7 minutes de jeu. Il bat ensuite Alex De Minaur (6-1, 6-2, 6-4) en deux heures et 4 minutes de jeu pour atteindre pour la première fois le dernier carré à New York. Pour une place en finale, il affronte le finaliste sortant, le Russe Daniil Medvedev. Il le bat en 3 sets (6-2, 7-67, 7-65) et 2 h 55 de jeu pour se qualifier pour sa quatrième finale de Grand Chelem,. En finale, il affronte Alexander Zverev qu'il bat en 5 sets (2-6, 4-6, 6-4, 6-3, 7-66) après quatre heures de combat contre le stress et la pression pour soulever son premier trophée du Grand Chelem,.
Avec cette victoire, il devient le cinquième joueur de l'ère Open, le premier à l'US Open depuis 1949, à s’imposer en étant mené deux sets à zéro en finale de Grand Chelem et le premier joueur né dans les années 1990 à remporter un titre du Grand Chelem,.
Il décide de faire l'impasse sur le Master de Rome afin de se reposer pour préparer Roland Garros, qui a été décalé en septembre.
À Roland-Garros, il élimine aux trois premiers tours Marin Čilić, Jack Sock et Casper Ruud, sans perdre de set. En huitièmes de finale, il fait face à la révélation du tournoi, le Français Hugo Gaston. Après avoir remporté les deux premiers sets, il se complique la tâche en perdant les deux suivants. Après quasiment 3 h 30 d'effort, il valide son ticket pour son 5e quart de finale consécutif à Roland-Garros (6-4, 6-4, 5-7, 3-6, 6-3). En quart de finale, il s'incline face à l'Argentin et ami, Diego Schwartzman au terme d'un match intense, d'une durée de 5 h 08, sur le score de (61-7, 7-5, 7-66, 65-7, 2-6).
En fin de saison, en indoor, il s'incline (65-7, 2-6) face à Andrey Rublev le futur vainqueur du tournoi de Vienne en Autriche.
Enfin il atteint la finale du Masters pour la deuxième année consécutive. En phase de poule, dans le groupe London 2020, il s'offre le tenant du titre (et la finale de la saison dernière) Stéfanos Tsitsipás (7-65, 4-6, 6-3) en 2 h 17 ; puis Rafael Nadal (7-67, 7-64) en 2 h 25 dans une rencontre de haute intensité et d'un niveau de jeu de qualité constant de bout en bout,. Il s'incline pour son dernier match de poule face à Andrey Rublev de nouveau (2-6, 5-7) en 1 h 14 mais qui est sans conséquence. Pour une place en finale, il devra passer le no 1 mondial, Novak Djokovic. Dans une rencontre de titan, Thiem parvient à s'imposer face au Serbe (7-5, 610-7, 7-65) en près de trois heures. Après avoir laissé filer 4 balles de match dans le second set et avoir été mené 0-4 dans le tie-break de l'ultime manche, l'Autrichien se qualifie pour sa deuxième finale du Masters consécutive. Également Thiem peut se targuer d'avoir 75% de victoires contre le Big 3 depuis deux ans. Pour le titre, il affronte le Russe Daniil Medvedev, tombeur de Nadal en demi-finale. Il s'y incline de nouveau à ce stade (6-4, 62-7, 4-6) après 2 h 42 de jeu.
Il termine la saison à la 3e place mondiale derrière Novak Djokovic et Rafael Nadal. Il réalise sa meilleure saison.

### 2021-2022. Mauvais résultats, blessure au poignet, sortie du top 100 et retour compliqué. La fin des résultats.
Dominic Thiem commence officiellement sa saison à la seconde édition de l'ATP Cup, organisée en Australie. Il atteint ensuite les huitièmes de finale de l'Open d'Australie où il est éliminé par Grigor Dimitrov.
Sur terre battue, il atteint les demi-finales du Masters de Madrid où il est battu par Alexander Zverev. À Roland-Garros, il perd dès le premier tour face à Pablo Andújar.
Au tournoi de Majorque sur gazon, il se blesse au poignet au premier tour et doit abandonner. Sa blessure le contraint à déclarer forfait pour le reste de la saison.
En mars 2022, il fait son retour sur les courts au tournoi Challenger de Marbella où il se fait éliminer d'entrée par le 228e mondial, Pedro Cachín. Il participe ensuite aux tournois de Belgrade, Estoril, Madrid, Rome et Genève où il perd à chaque fois au premier tour. À Roland-Garros, il se fait éliminer au premier tour par Hugo Dellien. Il fait l'impasse sur le gazon puis se reprend à l'occasion du tournoi de Båstad où il se hisse jusqu'aux quarts de finale. Il enchaîne avec une demi-finale à Gstaad et un quart à Kitzbühel. En septembre, il est finaliste du Challenger de Rennes face à Ugo Humbert contre lequel il échoue malgré une bonne semaine durant laquelle il bat le Français Hugo Gaston. À cette occasion, il se rapproche du top 100 qu'il finira par atteindre en fin de saison.
En octobre 2022, au tournoi de tennis de Gijón, il atteint les demi-finales d'un tournoi ATP pour la deuxième fois de la saison (après Gstaad) en battant la quatrième tête de série Francisco Cerúndolo. Il perd contre la première tête de série et le futur vainqueur du tournoi, Andrey Rublev (4-6, 4-6). Ensuite, il atteint de nouveau les demi-finales au tournoi d'Anvers pour une deuxième fois consécutive avec des victoires notamment sur Francisco Cerúndolo (6-1, 3-6, 7-5) et le numéro 11 mondial, Hubert Hurkacz (3-6, 7-69, 7-64) contre qui il sauve 3 balles de match. Il finit, enfin, par être battu, aux portes de la finale, en perdant contre Sebastian Korda (7-64, 3-6, 64-7), dans un match très disputé.
Puis, au tournoi de Vienne, en Autriche, chez lui, il parvient à se défaire de l'Américain Tommy Paul en trois sets (2-6, 7-62, 7-66) après avoir été mené 2-5 dans l'ultime manche avant de s'incliner face au futur vainqueur du tournoi, Daniil Medvedev (3-6, 3-6). À la suite de ce tournoi, il décide de mettre fin à sa saison, en ne participant pas au Masters 1000 de Paris-Bercy.
Il finit la saison sur une note positive, avec notamment une réintégration au top 100 et 18 victoires au total.

### 2023. En recherche de son meilleur niveau, maintien dans le top 100, début de saison décevant et première finale ATP depuis 3 ans
Dominic Thiem commence sa saison au tournoi d'Adélaïde en préparatif de l'Open d'Australie. Il s'incline dès le premier tour des qualifications face au Sud-Coréen Kwon Soon-woo. À l'Open d'Australie, les organisateurs du tournoi lui attribuent une invitation lui permettant d'intégrer directement le tableau final. Il tombe dès son entrée en lice face au Russe Andrey Rublev, 5e mondial, (3-6, 4-6, 2-6).
Ensuite, il ne joue pas pendant les deux premières semaines de février. Il reprend à l'occasion de la tournée sud-américaine se déroulant principalement sur terre-battue, là où il a fait la majorité de ses bons résultats. Il débute au tournoi de Buenos Aires où il passe le premier tour face au Slovaque Alex Molčan, 7e tête de série du tournoi (7-64, 6-3). Au deuxième tour, il échoue contre le Péruvien Juan Pablo Varillas, demi-finaliste du tournoi par la suite (4-6, 4-6). Il continue au tournoi de Rio de Janeiro où il s'incline au premier tour face au local Thiago Monteiro (1-6, 6-3, 62-7). Puis, au tournoi du Chili, il s'incline pour une deuxième fois consécutive au premier tour face au local Cristian Garín (2-6, 62-7). À la suite de cette nouvelle défaite, il quitte le top 100 mondial.
Il reçoit une invitation lui permettant d'intégrer directement le tableau principal du Masters 1000 d'Indian Wells, où il a notamment été vainqueur en 2019, et au Masters 1000 de Miami. Au cours de ces deux tournois, il s'incline au premier tour face à Adrian Mannarino et Lorenzo Sonego terminant la saison nord-américaine sans aucune victoire.
Pour débuter la saison sur terre battue en avril, Thiem reçoit des invitations pour participer aux tournois d'Estoril et de de Munich. À Estoril, il atteint les quarts de finale pour une deuxième fois en six mois seulement. Il élimine Sebastian Ofner et le quart de finaliste de l'Open d'Australie et jeune prometteur Ben Shelton avant de se faire sortir par Quentin Halys. Thiem annonce dans la foulée que Nicolás Massú cesse d'être son entraîneur après une collaboration ayant commencé en 2019 avec lequel il a pu gagner son premier Masters 1000 à Miami en 2019 face à Roger Federer ou encore aussi son premier et unique titre du Grand Chelem à l'US Open contre Alexander Zverev et collabore désormais avec Benjamin Ebrahimzadeh.
Il continue sa tournée sur terre, en disputant son premier match au Masters 1000 de Monte-Carlo depuis 2019 qui est un succès puisqu'il bat Richard Gasquet en deux sets (6-1, 6-4). Il signe ainsi sa première victoire en Masters 1000 depuis deux ans. Mais il perd le match suivant, contre la tête de série no 6 et futur finaliste du tournoi Holger Rune, en deux sets (2-6, 4-6). Au tournoi de Munich, Thiem atteint une seconde fois de la saison le stade des quarts de finale, en battant Constant Lestienne et Marc-Andrea Hüsler. Il se fait ensuite éliminer du tournoi par Taylor Fritz, en deux sets. Au Masters de Madrid, il se fait sortir par Stéfanos Tsitsipás (6-3, 1-6, 65-7). Après un debut de saison très décevant, il participe au Challenger de Mauthausen dans son pays, en étant favori du tournoi. Il atteint une troisième fois cette saison les quarts du finale sur le circuit. Il se fait éliminer en demi-finale par le jeune Serbe Hamad Medjedovic, après avoir vaincu Dino Prižmić en quarts. Au Challenger de Bordeaux, il bat Benoît Paire au premier tour avant de sortir contre Corentin Moutet. À Roland-Garros, il perd une nouvelle fois au premier tour comme la saison précédente contre Pedro Cachín en cinq sets (3-6, 2-6, 7-61, 6-4, 2-6) après avoir remonté un déficit de 2 sets à 0.
Il continue la tournée sur terre battue dans les tournois Challenger 125 de Heilbronn et de Pérouse, et se fait sortir au 2e tour et 1er tour face à Pedro Martínez et Stefano Travaglia.
Thiem commence la saison sur gazon au tournoi de Halle. Il se fait éliminer au premier tour par son ami Alexander Zverev, demi-finaliste du tournoi, en deux sets. À Wimbledon, dans un match qui s'est conclu sur deux jours à cause de conditions météorologiques et en cinq sets très disputés, il perd une nouvelle fois contre Stéfanos Tsitsipás (6-3, 61-7, 2-6, 7-65, 68-7).
Il retrouve la victoire en s'imposant au premier tour du tournoi de Gstaad face au Français Alexandre Müller (6-1, 7-64) mais s'incline face à Hamad Medjedovic (5-7, 6-2, 3-6). Toujours en quête d'une finale sur le circuit cette saison, il participe au tournoi d'Umag. Il se débarrasse facilement au premier tour de Facundo Bagnis (6-4, 7-5) puis se fait encore sortir au deuxième tour du tournoi par Jiří Lehečka (6-3, 7-5).
Début août, il gagne dans son pays natal à Kitzbühel son premier tour, alors qu'il bénéficie d'une invitation par les organisateurs, contre le qualifié Facundo Bagnis en deux tie-breaks. Il renverse ses deux matchs suivants contre Zhang Zhizhen, auteur de bons résultats sur terre battue (1-6, 6-3, 6-2) et le Français Arthur Rinderknech (4-6, 6-3, 6-4). Il affronte en demi-finale le Serbe Laslo Djere, récent finaliste à Hambourg et sauve cinq balles de match et près de 3 h 30 de match pour passer en finale (6-7, 7-5, 7-6), sa première depuis près de trois ans aux ATP Finals 2020. Il rencontre l'Argentin et spécialiste de la terre Sebastián Báez et bien que poussé par le public, il s'incline (3-6, 1-6), émoussé physiquement. Cette finale lui permet de retrouver le top 100 mondial à la 90e place.

### 2024. Dernière année
Le 10 mai 2024, alors qu'il est classé au-delà de la centième place mondiale, il annonce qu'il arrêtera sa carrière à la fin de la saison lors du tournoi de Vienne dans son pays natal, ne s'étant jamais vraiment remis de sa blessure au poignet droit. Il est éliminé en qualifications du tournoi de Roland-Garros puis est éliminé d'entrée aux tournois auxquels il participe, dont l'US Open. Au tournoi de Vienne, il est battu au premier tour pour son dernier match professionnel.

## Style de jeu
Fer de lance d'une nouvelle génération de joueurs comme Alexander Zverev, Nick Kyrgios ou Borna Ćorić, Thiem est longtemps resté un pur défenseur, qui réduisait au minimum ses propres fautes pour l'emporter sur la durée. Ce n'est que tardivement que Gunther Bresnik, son entraîneur depuis 2005, prend le risque de modifier son jeu en profondeur pour le rendre plus agressif et le porter vers l'avant. Parmi les évolutions amenées, il transforme son revers à deux mains classique en un revers à une main qui, après une nécessaire période d'adaptation, deviendra bientôt impressionnant, notamment en retours[réf. nécessaire].
Dominic Thiem est ainsi régulièrement considéré comme étant le joueur le plus puissant du circuit,. Constituant le socle de son jeu, cette fabuleuse puissance de frappe impose à l'adversaire un jeu d'une rare agressivité, empêchant ce dernier de s'installer dans l'échange. Une des particularités de l'Autrichien réside effectivement dans sa capacité à charger ses frappes très rapidement, créant de ce fait une lourdeur constante et particulièrement déstabilisante pour son vis à vis. À l'image de Rafaël Nadal qui déclarait que Thiem frappait la balle « très très violemment ». Mais il se distingue également par sa capacité à alterner cette puissance constante avec des accélérations foudroyantes en étant un des rares joueurs, si ce n'est le seul, à être capable de franchir à la fois la barre des 180 km/h en coup droit et des 160 km/h en revers. Lors de l'année 2020, il était par exemple, et de loin, le joueur le plus cité dans la sélection des coups les plus puissants de l'année (avec deux fois plus de coups puissants réalisés que Shapovalov qui se classe en seconde position) et le seul à être cité plusieurs fois en revers.
Fort de cette puissance infernale, Dominic dicte le jeu en alternant entre des brusques accélérations à plat et des lifts surpuissants rappelant ceux de Rafael Nadal. Bien que son revers soit considéré comme étant le plus puissant et un des meilleurs du circuit, il continue pourtant de lui préférer son coup droit en effectuant régulièrement des décalages grâce à une mobilité irréprochable sur le court. Il est enfin décrit comme étant un bon serveur, un spécialiste de la terre-battue et un joueur doté d'un mental exceptionnel, affichant par exemple de belles statistiques dans les tie-breaks et s'étant à plusieurs reprises distingué en inversant le cours de matchs mal embarqués.

## Palmarès

### Titres en simple messieurs
| 17 titres en simple | 1 G. Chelem | 1 G. Chelem | 1 G. Chelem | 1 G. Chelem | 0 Masters | 0 Masters | 0 Masters   | 0 Masters   | 1 Masters 1000 | 1 Masters 1000 | 1 Masters 1000 | 1 Masters 1000 | 5 ATP 500           | 5 ATP 500           | 5 ATP 500           | 5 ATP 500           | 10 ATP 250          | 10 ATP 250          | 10 ATP 250     | 10 ATP 250     | 0 JO           | 0 JO           | 0 JO           | 0 JO           |
| 17 titres en simple | 6 sur dur   | 6 sur dur   | 6 sur dur   | 6 sur dur   | 6 sur dur | 6 sur dur | 1 sur gazon | 1 sur gazon | 1 sur gazon    | 1 sur gazon    | 1 sur gazon    | 1 sur gazon    | 10 sur terre battue | 10 sur terre battue | 10 sur terre battue | 10 sur terre battue | 10 sur terre battue | 10 sur terre battue | 0 sur moquette | 0 sur moquette | 0 sur moquette | 0 sur moquette | 0 sur moquette | 0 sur moquette |

| No | Date       | Nom et lieu du tournoi                      | Catégorie    | Dotation     | Surface      | Finaliste             | Score                    |          |
| -- | ---------- | ------------------------------------------- | ------------ | ------------ | ------------ | --------------------- | ------------------------ | -------- |
| 1  | 17-05-2015 | Open de Nice Côte d'Azur, Nice              | ATP 250      | 439 405 €    | Terre (ext.) | Leonardo Mayer        | 6-78, 7-5, 7-62          | Parcours |
| 2  | 20-07-2015 | Konzum Croatia Open Umag, Umag              | ATP 250      | 439 405 €    | Terre (ext.) | João Sousa            | 6-4, 6-1                 | Parcours |
| 3  | 27-07-2015 | Swiss Open, Gstaad                          | ATP 250      | 439 405 €    | Terre (ext.) | David Goffin          | 7-5, 6-2                 | Parcours |
| 4  | 08-02-2016 | Argentina Open, Buenos Aires                | ATP 250      | 523 470 $    | Terre (ext.) | Nicolás Almagro       | 7-62, 3-6, 7-64          | Parcours |
| 5  | 21-02-2016 | Abierto Mexicano Telcel, Acapulco           | ATP 500      | 1 413 600 $  | Dur (ext.)   | Bernard Tomic         | 7-66, 4-6, 6-3           | Parcours |
| 6  | 15-05-2016 | Open de Nice Côte d'Azur, Nice              | ATP 250      | 463 520 €    | Terre (ext.) | Alexander Zverev      | 6-4, 3-6, 6-0            | Parcours |
| 7  | 06-06-2016 | MercedesCup, Stuttgart                      | ATP 250      | 606 525 €    | Gazon (ext.) | Philipp Kohlschreiber | 62-7, 6-4, 6-4           | Parcours |
| 8  | 20-02-2017 | Rio Open presented by Claro, Rio de Janeiro | ATP 500      | 1 461 560 $  | Terre (ext.) | Pablo Carreño Busta   | 7-5, 6-4                 | Parcours |
| 9  | 12-02-2018 | Argentina Open, Buenos Aires                | ATP 250      | 568 190 $    | Terre (ext.) | Aljaž Bedene          | 6-2, 6-4                 | Parcours |
| 10 | 20-05-2018 | Open Parc Auvergne-Rhône-Alpes Lyon, Lyon   | ATP 250      | 501 345 €    | Terre (ext.) | Gilles Simon          | 3-6, 7-61, 6-1           | Parcours |
| 11 | 17-09-2018 | St. Petersburg Open, Saint-Pétersbourg      | ATP 250      | 1 175 190 $  | Dur (int.)   | Martin Kližan         | 6-3, 6-1                 | Parcours |
| 12 | 08-03-2019 | BNP Paribas Open, Indian Wells              | Masters 1000 | 8 359 455 $  | Dur (ext.)   | Roger Federer         | 3-6, 6-3, 7-5            | Parcours |
| 13 | 22-04-2019 | Barcelona Open Banc Sabadell, Barcelone     | ATP 500      | 2 609 135 €  | Terre (ext.) | Daniil Medvedev       | 6-4, 6-0                 | Parcours |
| 14 | 29-07-2019 | Generali Open, Kitzbühel                    | ATP 250      | 524 340 €    | Terre (ext.) | Albert Ramos-Viñolas  | 7-60, 6-1                | Parcours |
| 15 | 30-09-2019 | China Open, Pékin                           | ATP 500      | 3 515 225 $  | Dur (ext.)   | Stéfanos Tsitsipás    | 3-6, 6-4, 6-1            | Parcours |
| 16 | 21-10-2019 | Erste Bank Open, Vienne                     | ATP 500      | 2 296 490 €  | Dur (int.)   | Diego Schwartzman     | 3-6, 6-4, 6-3            | Parcours |
| 17 | 31-08-2020 | US Open, Flushing Meadows                   | G. Chelem    | 21 656 000 $ | Dur (ext.)   | Alexander Zverev      | 2-6, 4-6, 6-4, 6-3, 7-66 | Parcours |

### Finales en simple messieurs
| No | Date       | Nom et lieu du tournoi                  | Catégorie    | Dotation       | Surface      | Vainqueur             | Score                   |          |
| -- | ---------- | --------------------------------------- | ------------ | -------------- | ------------ | --------------------- | ----------------------- | -------- |
| 1  | 28-07-2014 | bet-at-home Cup, Kitzbühel              | ATP 250      | 426 605 €      | Terre (ext.) | David Goffin          | 4-6, 6-1, 6-3           | Parcours |
| 2  | 25-04-2016 | BMW Open by FWU AG, Munich              | ATP 250      | 463 520 €      | Terre (ext.) | Philipp Kohlschreiber | 7-67, 4-6, 7-64         | Parcours |
| 3  | 19-09-2016 | Moselle Open, Metz                      | ATP 250      | 463 520 €      | Dur (int.)   | Lucas Pouille         | 7-65, 6-2               | Parcours |
| 4  | 24-04-2017 | Barcelona Open Banc Sabadell, Barcelone | ATP 500      | 2 324 905 €    | Terre (ext.) | Rafael Nadal          | 6-4, 6-1                | Parcours |
| 5  | 07-05-2017 | Mutua Madrid Open, Madrid               | Masters 1000 | 5 439 350 €    | Terre (ext.) | Rafael Nadal          | 7-68, 6-4               | Parcours |
| 6  | 06-05-2018 | Mutua Madrid Open, Madrid               | Masters 1000 | 6 200 860 €    | Terre (ext.) | Alexander Zverev      | 6-4, 6-4                | Parcours |
| 7  | 27-05-2018 | Roland-Garros, Paris                    | G. Chelem    | 39 197 000 €   | Terre (ext.) | Rafael Nadal          | 6-4, 6-3, 6-2           | Parcours |
| 8  | 26-05-2019 | Roland-Garros, Paris                    | G. Chelem    | 42 661 000 €   | Terre (ext.) | Rafael Nadal          | 6-3, 5-7, 6-1, 6-1      | Parcours |
| 9  | 10-11-2019 | Nitto ATP Finals, Londres               | Masters      | 9 000 000 $    | Dur (int.)   | Stéfanos Tsitsipás    | 6-7, 6-2, 7-64          | Parcours |
| 10 | 20-01-2020 | Australian Open, Melbourne              | G. Chelem    | 25 501 000 AU$ | Dur (ext.)   | Novak Djokovic        | 6-4, 4-6, 2-6, 6-3, 6-4 | Parcours |
| 11 | 15-11-2020 | Nitto ATP Finals, Londres               | Masters      | 5 700 000 $    | Dur (int.)   | Daniil Medvedev       | 4-6, 7-62, 6-4          | Parcours |
| 12 | 31-07-2023 | Generali Open, Kitzbühel                | ATP 250      | 562 815 €      | Terre (ext.) | Sebastián Báez        | 6-1, 6-3                | Parcours |

### Finales en double messieurs
| No | Date       | Nom et lieu du tournoi      | Catégorie    | Dotation    | Surface      | Vainqueurs                       | Partenaire        | Score            |          |
| -- | ---------- | --------------------------- | ------------ | ----------- | ------------ | -------------------------------- | ----------------- | ---------------- | -------- |
| 1  | 18-07-2016 | Generali Open Kitzbühel     | ATP 250      | 463 520 €   | Terre (ext.) | Wesley Koolhof Matwé Middelkoop  | Dennis Novak      | 2-6, 6-3, [11-9] | Parcours |
| 2  | 11-02-2019 | Argentina Open Buenos Aires | ATP 250      | 590 745 $   | Terre (ext.) | Máximo González Horacio Zeballos | Diego Schwartzman | 6-1, 6-1         | Parcours |
| 3  | 05-05-2019 | Mutua Madrid Open Madrid    | Masters 1000 | 6 536 160 € | Terre (ext.) | Jean-Julien Rojer Horia Tecău    | Diego Schwartzman | 6-2, 6-3         | Parcours |

## Parcours dans les tournois duGrand Chelem

### Victoires (1)
| Année | Tournoi | Adversaire en finale | Score                    |
| 2020  | US Open | Alexander Zverev     | 2-6, 4-6, 6-4, 6-3, 7-66 |

### Finales (3)
| Année | Tournoi           | Adversaire en finale | Score                   |
| 2018  | Roland-Garros     | Rafael Nadal         | 4-6, 3-6, 2-6           |
| 2019  | Roland-Garros (2) | Rafael Nadal         | 3-6, 7-5, 1-6, 1-6      |
| 2020  | Open d'Australie  | Novak Djokovic       | 4-6, 6-4, 6-2, 3-6, 4-6 |

### En simple
| Année | Open d'Australie | Open d'Australie   | Internationaux de France | Internationaux de France | Wimbledon       | Wimbledon          | US Open         | US Open          |
| ----- | ---------------- | ------------------ | ------------------------ | ------------------------ | --------------- | ------------------ | --------------- | ---------------- |
| 2014  | 2e tour (1/32)   | Kevin Anderson     | 2e tour (1/32)           | Rafael Nadal             | 1er tour (1/64) | Luke Saville       | 1/8 de finale   | Tomáš Berdych    |
| 2015  | 1er tour (1/64)  | R. Bautista-Agut   | 2e tour (1/32)           | Pablo Cuevas             | 2e tour (1/32)  | F. Verdasco        | 3e tour (1/16)  | Kevin Anderson   |
| 2016  | 3e tour (1/16)   | David Goffin       | 1/2 finale               | Novak Djokovic           | 2e tour (1/32)  | Jiří Veselý        | 1/8 de finale   | J. M. del Potro  |
| 2017  | 1/8 de finale    | David Goffin       | 1/2 finale               | Rafael Nadal             | 1/8 de finale   | Tomáš Berdych      | 1/8 de finale   | J. M. del Potro  |
| 2018  | 1/8 de finale    | Tennys Sandgren    | Finale                   | Rafael Nadal             | 1er tour (1/64) | Márcos Baghdatís   | 1/4 de finale   | Rafael Nadal     |
| 2019  | 2e tour (1/32)   | Alexei Popyrin     | Finale                   | Rafael Nadal             | 1er tour (1/64) | Sam Querrey        | 1er tour (1/64) | Thomas Fabbiano  |
| 2020  | Finale           | Novak Djokovic     | 1/4 de finale            | D. Schwartzman           | Annulé          | Annulé             | Victoire        | Alexander Zverev |
| 2021  | 1/8 de finale    | Grigor Dimitrov    | 1er tour (1/64)          | Pablo Andújar            | —               | —                  | —               | —                |
| 2022  | —                | —                  | 1er tour (1/64)          | Hugo Dellien             | —               | —                  | 1er tour (1/64) | P. Carreño Busta |
| 2023  | 1er tour (1/64)  | Andrey Rublev      | 1er tour (1/64)          | Pedro Cachín             | 1er tour (1/64) | Stéfanos Tsitsipás | 2e tour (1/32)  | Ben Shelton      |
| 2024  | 1er tour (1/64)  | F. Auger-Aliassime | Q2                       | Otto Virtanen            | —               | —                  | 1er tour (1/64) | Ben Shelton      |

N.B. : à droite du résultat se trouve le nom de l'ultime adversaire.

### En double
| 2014 | —                                                                                   | —                                                                                   | 1er tour (1/32) M. Kližan \|\| style="text-align:left;" \| N. Monroe S. Stadler | 2e tour (1/16) M. Kližan \|\| style="text-align:left;" \| A. Peya B. Soares | 2e tour (1/16) J.-L. Struff \|\| style="text-align:left;" \| J.-J. Rojer Horia Tecău |
| 2015 | 1er tour (1/32) J.-L. Struff \|\| style="text-align:left;" \| J. Knowle V. Pospisil | 1er tour (1/32) J.-L. Struff \|\| style="text-align:left;" \| P. Carreño D. Gimeno  | —                                                                               | —                                                                           | 1er tour (1/32) D. Goffin \|\| style="text-align:left;" \| M. Russell D. Young       |
| 2016 | 2e tour (1/16) Be. Becker \|\| style="text-align:left;" \| J.-J. Rojer Horia Tecău  | 1er tour (1/32) D. Lajović \|\| style="text-align:left;" \| R. Štěpánek N. Zimonjić | —                                                                               | —                                                                           | 2e tour (1/16) T.-S. Weissborn \|\| style="text-align:left;" \| J. Chardy Sam Groth  |

N.B. : le nom du partenaire se trouve sous le résultat ; les noms des ultimes adversaires se trouvent à droite.

## Parcours auMasters
| Année | Lieu    | Résultat    | Tour                  | Adversaires                                                                        | Victoire / Défaite                | Scores                                                             |
| ----- | ------- | ----------- | --------------------- | ---------------------------------------------------------------------------------- | --------------------------------- | ------------------------------------------------------------------ |
| 2016  | Londres | Round Robin | RR                    | Novak Djokovic Gaël Monfils Milos Raonic                                           | Défaite Victoire Défaite          | 7-610, 0-6, 2-6 6-3, 1-6, 6-4 65-7, 3-6                            |
| 2017  | Londres | Round Robin | RR                    | Grigor Dimitrov Pablo Carreño Busta David Goffin                                   | Défaite Victoire Défaite          | 3-6, 7-5, 5-7 6-3, 3-6, 6-4 4-6, 1-6                               |
| 2018  | Londres | Round Robin | RR                    | Kevin Anderson Roger Federer Kei Nishikori                                         | Défaite Victoire                  | 3-6, 610-7 2-6, 3-6 6-1, 6-4                                       |
| 2019  | Londres | Finale      | RR Demi-finale Finale | Roger Federer Novak Djokovic Matteo Berrettini Alexander Zverev Stéfanos Tsitsipás | Victoire Défaite Victoire Défaite | 7-5, 7-5 65-7, 6-3, 7-65 63-7, 3-6 7-5, 6-3 7-66, 2-6, 64-7        |
| 2020  | Londres | Finale      | RR Demi-finale Finale | Stéfanos Tsitsipás Rafael Nadal Andrey Rublev Novak Djokovic Daniil Medvedev       | Victoire Défaite Victoire Défaite | 7-65, 4-6, 6-3 7-67, 7-64 2-6, 5-7 7-5, 610-7, 7-65 6-4, 62-7, 4-6 |

## Parcours dans lesMasters 1000
| Année | Indian Wells               | Miami                     | Monte-Carlo              | Madrid                   | Rome                       | Canada                    | Cincinnati              | Shanghai                    | Paris                     |
| ----- | -------------------------- | ------------------------- | ------------------------ | ------------------------ | -------------------------- | ------------------------- | ----------------------- | --------------------------- | ------------------------- |
| 2014  | 3e tour J. Benneteau       | 2e tour T. Robredo        | 1er tour N. Mahut        | 1/8 de finale Forfait    | —                          | 1er tour G. Simon         | 1er tour R. Ginepri     | 2e tour N. Djokovic         | 2e tour S. Wawrinka       |
| 2015  | 1er tour J. Duckworth      | 1/4 de finale A. Murray   | 1er tour L. Pouille      | —                        | 1/8 de finale S. Wawrinka  | 1er tour E. Gulbis        | 1er tour M. Kližan      | 2e tour F. López            | 2e tour K. Anderson       |
| 2016  | 1/8 de finale J.-W. Tsonga | 1/8 de finale N. Djokovic | 1/8 de finale R. Nadal   | 1er tour J. M. del Potro | 1/4 de finale K. Nishikori | 2e tour K. Anderson       | 1/4 de finale M. Raonic | —                           | 2e tour J. Sock           |
| 2017  | 1/4 de finale S. Wawrinka  | 2e tour B. Ćorić          | 1/8 de finale D. Goffin  | Finale R. Nadal          | 1/2 finale N. Djokovic     | 2e tour D. Schwartzman    | 1/4 de finale D. Ferrer | 2e tour V. Troicki          | 1/8 de finale F. Verdasco |
| 2018  | 3e tour P. Cuevas          | —                         | 1/4 de finale R. Nadal   | Finale A. Zverev         | 2e tour F. Fognini         | 2e tour S. Tsitsipás      | —                       | 2e tour M. Ebden            | 1/2 finale K. Khachanov   |
| 2019  | Victoire R. Federer        | 2e tour H. Hurkacz        | 1/8 de finale D. Lajović | 1/2 finale N. Djokovic   | 2e tour F. Verdasco        | 1/4 de finale D. Medvedev | —                       | 1/4 de finale M. Berrettini | 1/8 de finale G. Dimitrov |
| 2020  | n.o.                       | n.o.                      | n.o.                     | n.o.                     | —                          | n.o.                      | 2e tour F. Krajinović   | n.o.                        | —                         |
| 2021  | —                          | —                         | —                        | 1/2 finale A. Zverev     | 1/8 de finale L. Sonego    | —                         | —                       | n.o.                        | —                         |
| 2022  | —                          | —                         | —                        | 1er tour A. Murray       | 1er tour F. Fognini        | —                         | —                       | n.o.                        | —                         |
| 2023  | 1er tour A. Mannarino      | 1er tour L. Sonego        | 2e tour H. Rune          | 2e tour S. Tsitsipás     | —                          | —                         | —                       | —                           | 2e tour H. Rune           |

N.B. : sous le résultat se trouve le nom de l’ultime adversaire.

## Confrontations avec ses principaux adversaires
Confrontations lors des différents tournois ATP et en Coupe Davis avec ses principaux adversaires (6 confrontations minimum et avoir été membre du top 10). Classement par pourcentage de victoires. Situation au 27 juin 2024 :
Les joueurs retraités sont en gris.
| Joueur                | Meilleur classement | Confrontations | Victoires | Défaites | Pourcentage de victoires | Dernière confrontation                                    |
| --------------------- | ------------------- | -------------- | --------- | -------- | ------------------------ | --------------------------------------------------------- |
| Kevin Anderson        | 5                   | 9              | 2         | 7        | 22,2                     | défaite (3-6, 610-7) au Masters 2018                      |
| Andrey Rublev         | 5                   | 7              | 2         | 5        | 28,6                     | défaite (3-6, 4-6, 2-6) à l'Open d'Australie 2023         |
| David Goffin          | 7                   | 10             | 3         | 7        | 30                       | défaite (4-6, 1-6) au Masters 2017                        |
| Grigor Dimitrov       | 3                   | 6              | 2         | 4        | 33,3                     | défaite (4-6, 4-6, 0-6) à l'Open d'Australie 2021         |
| Matteo Berrettini     | 6                   | 6              | 2         | 4        | 33,3                     | défaite (1-6, 4-6) au tournoi de Gstaad 2022              |
| Roberto Bautista-Agut | 9                   | 6              | 2         | 4        | 33,3                     | victoire (7-65, 3-6, 6-4) au tournoi de Bastad 2022       |
| Rafael Nadal          | 1                   | 16             | 6         | 10       | 37,5                     | défaite (5-7, 1-6) au tournoi de Brisbane 2024            |
| Novak Djokovic        | 1                   | 12             | 5         | 7        | 41,1                     | victoire (7-5, 610-7, 7-65) au Masters 2020               |
| Stéfanos Tsitsipás    | 3                   | 11             | 5         | 6        | 45,5                     | défaite (65-7, 4-6) au tournoi de Vienne 2023             |
| Daniil Medvedev       | 1                   | 6              | 3         | 3        | 50                       | défaite (3-6, 3-6) au tournoi de Vienne 2022              |
| Diego Schwartzman     | 8                   | 9              | 6         | 3        | 66,7                     | défaite (61-7, 7-5, 7-66, 65-7, 2-6) à Roland-Garros 2020 |
| Alexander Zverev      | 2                   | 12             | 8         | 4        | 66,7                     | défaite (3-6, 4-6) au tournoi de Halle 2023               |
| Roger Federer         | 1                   | 7              | 5         | 2        | 71,4                     | victoire (7-5, 7-5) au Masters 2019                       |
| Gilles Simon          | 6                   | 11             | 9         | 2        | 81,8                     | victoire (6-3, 6-1) au Masters d'Indian Wells 2019        |
| Gaël Monfils          | 6                   | 7              | 6         | 1        | 85,7                     | défaite (3-6 63-7) au tournoi de Majorque 2024            |
| Pablo Carreño Busta   | 10                  | 8              | 7         | 1        | 87,5                     | défaite (5-7, 1-6, 7-5, 3-6) à l'US Open 2022             |

## Victoires sur le top 10
Toutes ses victoires sur des joueurs classés dans le top 10 de l'ATP lors de la rencontre.
| Légende         |
| Grand Chelem    |
| Masters         |
| Jeux olympiques |
| Masters 1000    |
| ATP 500         |
| ATP 250         |
| Coupe Davis     |

| #  | D.T.  | Tournoi          | Année | Surface      | Adversaire          | Rang  | Tour   | Score                    |
| -- | ----- | ---------------- | ----- | ------------ | ------------------- | ----- | ------ | ------------------------ |
| 1  | no 70 | Madrid           | 2014  | Terre battue | Stanislas Wawrinka  | no 3  | 1/16   | 1-6, 6-2, 6-4            |
| 2  | no 19 | Buenos Aires     | 2016  | Terre battue | Rafael Nadal        | no 5  | 1/2    | 6-4, 4-6, 7-64           |
| 3  | no 19 | Rio de Janeiro   | 2016  | Terre battue | David Ferrer        | no 6  | 1/4    | 6-3, 6-2                 |
| 4  | no 15 | Rome             | 2016  | Terre battue | Roger Federer       | no 2  | 1/8    | 7-62, 6-4                |
| 5  | no 7  | Stuttgart        | 2016  | Gazon        | Roger Federer       | no 3  | 1/2    | 3-6, 7-67, 6-4           |
| 6  | no 9  | Masters          | 2016  | Dur (int.)   | Gaël Monfils        | no 6  | Poules | 6-3, 1-6, 6-4            |
| 7  | no 9  | Barcelone        | 2017  | Terre battue | Andy Murray         | no 1  | 1/2    | 6-2, 3-6, 6-4            |
| 8  | no 7  | Rome             | 2017  | Terre battue | Rafael Nadal        | no 4  | 1/4    | 6-4, 6-3                 |
| 9  | no 7  | Roland-Garros    | 2017  | Terre battue | Novak Djokovic      | no 2  | 1/4    | 7-65, 6-3, 6-0           |
| 10 | no 4  | Masters          | 2017  | Dur (int.)   | Pablo Carreño Busta | no 10 | Poules | 6-3, 3-6, 6-4            |
| 11 | no 7  | Madrid           | 2018  | Terre battue | Rafael Nadal        | no 1  | 1/4    | 7-5, 6-3                 |
| 12 | no 7  | Madrid           | 2018  | Terre battue | Kevin Anderson      | no 8  | 1/2    | 6-4, 6-2                 |
| 13 | no 8  | Roland-Garros    | 2018  | Terre battue | Alexander Zverev    | no 3  | 1/4    | 6-4, 6-2, 6-1            |
| 14 | no 9  | US Open          | 2018  | Dur          | Kevin Anderson      | no 5  | 1/8    | 7-5, 6-2, 7-62           |
| 15 | no 8  | Masters          | 2018  | Dur (int.)   | Kei Nishikori       | no 9  | Poules | 6-1, 6-4                 |
| 16 | no 8  | Indian Wells     | 2019  | Dur          | Roger Federer       | no 4  | Finale | 3-6, 6-3, 7-5            |
| 17 | no 5  | Barcelone        | 2019  | Terre battue | Rafael Nadal        | no 2  | 1/2    | 6-4, 6-4                 |
| 18 | no 5  | Madrid           | 2019  | Terre battue | Roger Federer       | no 3  | 1/4    | 3-6, 7-611, 6-4          |
| 19 | no 4  | Roland-Garros    | 2019  | Terre battue | Novak Djokovic      | no 1  | 1/2    | 6-2, 3-6, 7-5, 5-7, 7-5  |
| 20 | no 5  | Pékin            | 2019  | Dur          | Karen Khachanov     | no 9  | 1/2    | 2-6, 7-6, 7-5            |
| 21 | no 5  | Pékin            | 2019  | Dur          | Stéfanos Tsitsipás  | no 7  | Finale | 3-6, 6-4, 6-1            |
| 22 | no 5  | Masters          | 2019  | Dur (int.)   | Roger Federer       | no 3  | Poules | 7-5, 7-5                 |
| 23 | no 5  | Masters          | 2019  | Dur (int.)   | Novak Djokovic      | no 2  | Poules | 65-7, 6-3, 7-65          |
| 24 | no 5  | Masters          | 2019  | Dur (int.)   | Alexander Zverev    | no 7  | 1/2    | 7-5, 6-3                 |
| 25 | no 5  | Open d'Australie | 2020  | Dur          | Gaël Monfils        | no 10 | 1/8    | 6-2, 6-4, 6-4            |
| 26 | no 5  | Open d'Australie | 2020  | Dur          | Rafael Nadal        | no 1  | 1/4    | 7-63, 7-64, 4-6, 7-66    |
| 27 | no 5  | Open d'Australie | 2020  | Dur          | Alexander Zverev    | no 7  | 1/2    | 3-6, 6-4, 7-63, 7-64     |
| 28 | no 3  | US Open          | 2020  | Dur          | Daniil Medvedev     | no 5  | 1/2    | 6-2, 7-67, 7-65          |
| 29 | no 3  | US Open          | 2020  | Dur          | Alexander Zverev    | no 7  | Finale | 2-6, 4-6, 6-4, 6-3, 7-66 |
| 30 | no 3  | Masters          | 2020  | Dur (int.)   | Stéfanos Tsitsipás  | no 6  | Poules | 7-65, 4-6, 6-3           |
| 31 | no 3  | Masters          | 2020  | Dur (int.)   | Rafael Nadal        | no 2  | Poules | 7-67, 7-64               |
| 32 | no 3  | Masters          | 2020  | Dur (int.)   | Novak Djokovic      | no 1  | 1/2    | 7-5, 610-7, 7-65         |

## Classements ATP en fin de saison
| Année          | 2010 | 2011 | 2012 | 2013 | 2014 | 2015 | 2016 | 2017 | 2018 | 2019 | 2020 | 2021 | 2022 | 2023 |
| Rang en simple | 915  | 640  | 405  | 121  | 39   | 20   | 8    | 5    | 8    | 4    | 3    | 15   | 105  | 98   |
| Rang en double | –    | –    | 685  | 428  | 257  | 257  | 94   | 265  | 196  | 78   | 112  | 227  | –    | 876  |

Source : (en) Classements de Dominic Thiem sur le site officiel de la Fédération internationale de tennis